# Aureilhan (Hautes-Pyrénées)
Pour les articles homonymes, voir Aureilhan.
Aureilhan est une commune française située dans le nord du département des Hautes-Pyrénées, en région Occitanie. Sur le plan historique et culturel, la commune est de l’ancien comté de Bigorre, comté historique des Pyrénées françaises et de Gascogne.
Exposée à un climat océanique altéré, elle est drainée par l'Adour, le canal d'Alaric, l'Ousse, Canal de l'Ailhet et par deux autres cours d'eau. La commune possède un patrimoine naturel remarquable : un site Natura 2000 (la « vallée de l'Adour ») et trois zones naturelles d'intérêt écologique, faunistique et floristique.
Aureilhan est une commune urbaine qui compte 8 033 habitants en 2022. Elle est dans l'agglomération de Tarbes et fait partie de l'aire d'attraction de Tarbes. Ses habitants sont appelés les Aureilhanais ou  Aureilhanaises.

## Géographie

### Localisation
La commune d'Aureilhan se trouve dans le département des Hautes-Pyrénées, en région Occitanie.
Sur le plan historique et culturel, Aureilhan fait partie de l’ancien comté de Bigorre, comté historique des Pyrénées françaises et de Gascogne créé au IXe siècle puis rattaché au domaine royal en 1302, inclus ensuite au comté de Foix en 1425 puis une nouvelle fois rattaché au royaume de France en 1607. La commune est dans le pays de Tarbes et de la Haute Bigorre.
Elle se situe à 3 km à vol d'oiseau de Tarbes, préfecture du département, bureau centralisateur du canton d'Aureilhan dont dépend la commune depuis 2015 pour les élections départementales
La commune fait en outre partie du bassin de vie de Tarbes.
Les communes les plus proches sont : 
Séméac (1,9 km), Tarbes (2,2 km), Sarrouilles (3,0 km), Boulin (3,5 km), Bours (3,7 km), Bordères-sur-l'Échez (4,2 km), Soues (4,3 km), Oléac-Debat (4,4 km).
| Bours  | Orleix    |             |
| Tarbes | Aureilhan | Boulin      |
|        | Séméac    | Sarrouilles |

### Hydrographie
La commune est dans le bassin de l'Adour, au sein du bassin hydrographique Adour-Garonne. Elle est drainée par l'Adour, le canal d'Alaric, l'Ousse, Canal de l'Ailhet et par deux petits cours d'eau, constituant un réseau hydrographique de 13 km de longueur totale,.
L'Adour, d'une longueur totale de 308,8 km, se forme dans la vallée de Campan en Haute-Bigorre de la réunion de trois torrents : l'Adour de Payolle, l'Adour de Gripp et l'Adour de Lesponne et s'écoule du sud vers le nord. Il traverse la commune et se jette dans le golfe de Gascogne à Anglet, après avoir traversé 118 communes.
Le canal d'Alaric, d'une longueur totale de 73,7 km, prend sa source dans la commune de Pouzac et s'écoule du sud vers le nord. Il traverse la commune et se jette dans l'Adour à Izotges, après avoir traversé 38 communes.
L'Ousse, d'une longueur totale de 42,4 km, prend sa source dans la commune de Bartrès et s'écoule du sud vers le nord. Il traverse la commune et se jette dans le gave de Pau à Gelos, après avoir traversé 19 communes.

### Climat
Le climat est tempéré de type océanique, en raison de l'influence proche de l'océan Atlantique situé à peu près 150 km plus à l'ouest. La proximité des Pyrénées fait que la commune profite d'un effet de foehn, il peut aussi y neiger en hiver, même si cela reste inhabituel.
| Mois                              | jan.  | fév.  | mars  | avril | mai   | juin  | jui.  | août  | sep.  | oct.  | nov.  | déc.  | année   |
| --------------------------------- | ----- | ----- | ----- | ----- | ----- | ----- | ----- | ----- | ----- | ----- | ----- | ----- | ------- |
| Température minimale moyenne (°C) | 0,6   | 1,3   | 2,7   | 5,2   | 8,3   | 11,6  | 14,1  | 13,9  | 11,7  | 8     | 3,6   | 1,3   | 6,9     |
| Température moyenne (°C)          | 5,3   | 6,1   | 7,8   | 10    | 13,3  | 16,7  | 19,3  | 19    | 17,2  | 13,3  | 8,5   | 5,8   | 11,9    |
| Température maximale moyenne (°C) | 9,9   | 11    | 12,9  | 14,8  | 18,3  | 21,7  | 24,5  | 24    | 22,6  | 18,6  | 13,4  | 10,4  | 16,8    |
| Ensoleillement (h)                | 108,8 | 118,8 | 155,6 | 157,2 | 181,3 | 191,5 | 215,5 | 196,4 | 194,5 | 164,4 | 124,4 | 104,4 | 1 912,8 |
| Précipitations (mm)               | 112,8 | 97,5  | 100,2 | 105,7 | 113,6 | 80,7  | 57,3  | 70,3  | 71    | 85,2  | 93    | 112,1 | 1 099,4 |

### Milieux naturels et biodiversité

#### Réseau Natura 2000

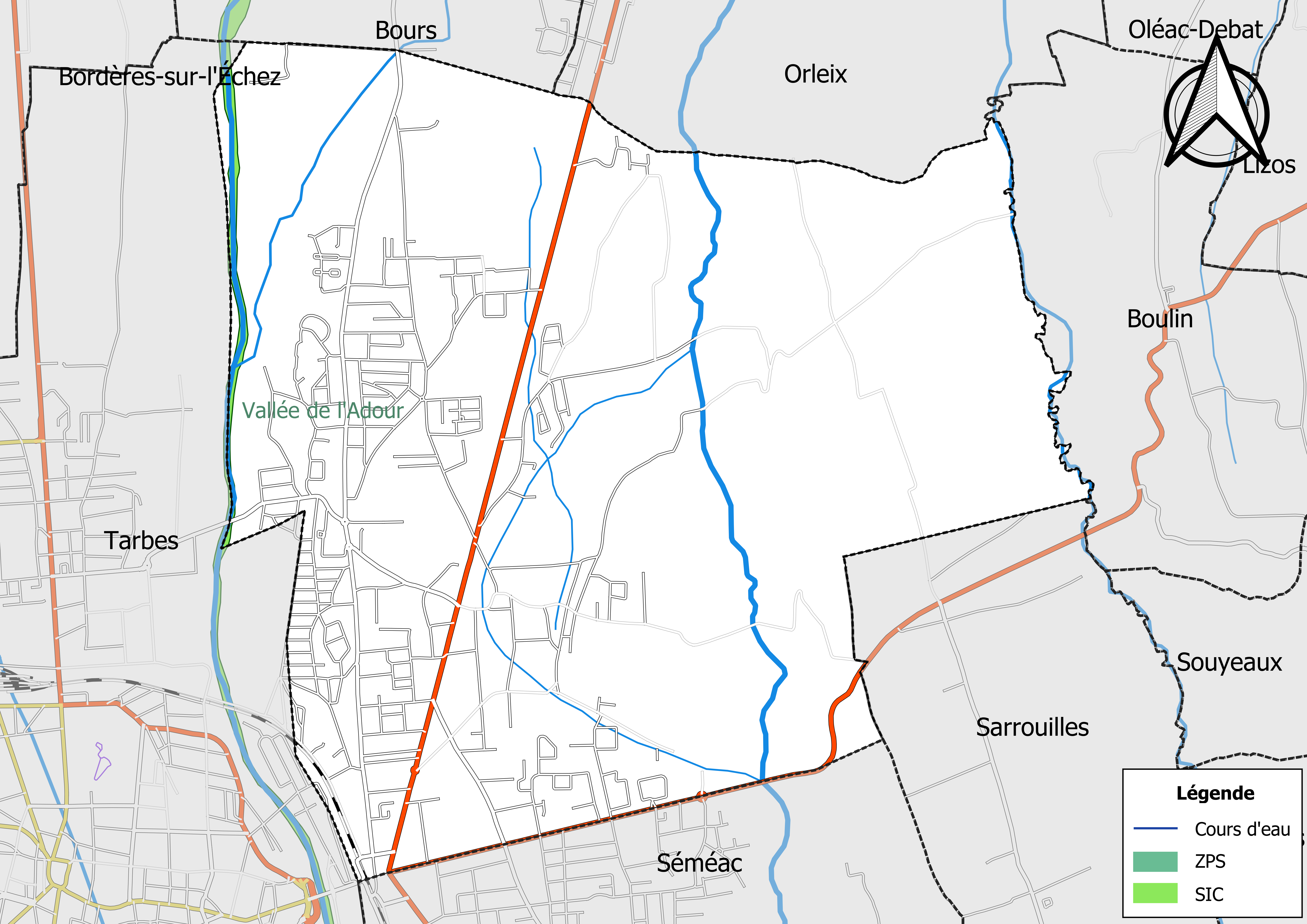
Site Natura 2000 sur le territoire communal.

Le réseau Natura 2000 est un réseau écologique européen de sites naturels d'intérêt écologique élaboré à partir des Directives « Habitats » et « Oiseaux », constitué de zones spéciales de conservation (ZSC) et de zones de protection spéciale (ZPS).
Un site Natura 2000 a été défini sur la commune au titre de la « directive Habitats » : la « vallée de l'Adour », d'une superficie de 2 694 ha, un espace où les habitats terrestres et aquatiques abritent une flore et une faune remarquable et diversifiée, avec la présence de la Loutre et de la Cistude d'Europe.

#### Zones naturelles d'intérêt écologique, faunistique et floristique
L’inventaire des zones naturelles d'intérêt écologique, faunistique et floristique (ZNIEFF) a pour objectif de réaliser une couverture des zones les plus intéressantes sur le plan écologique, essentiellement dans la perspective d’améliorer la connaissance du patrimoine naturel national et de fournir aux différents décideurs un outil d’aide à la prise en compte de l’environnement dans l’aménagement du territoire.
Deux ZNIEFF de type 1 sont recensées sur la commune :
les « bois de Rebisclou et Souyeaux » (1 334 ha), couvrant 13 communes du département et 
« l'Adour, de Bagnères à Barcelonne-du-Gers » (2 786 ha), couvrant 59 communes dont 18 dans le Gers, une dans les Landes et 40 dans les Hautes-Pyrénées
et une ZNIEFF de type 2, : 
l'« Adour et milieux annexes » (3 634 ha), couvrant 60 communes dont 18 dans le Gers, une dans les Landes et 41 dans les Hautes-Pyrénées.

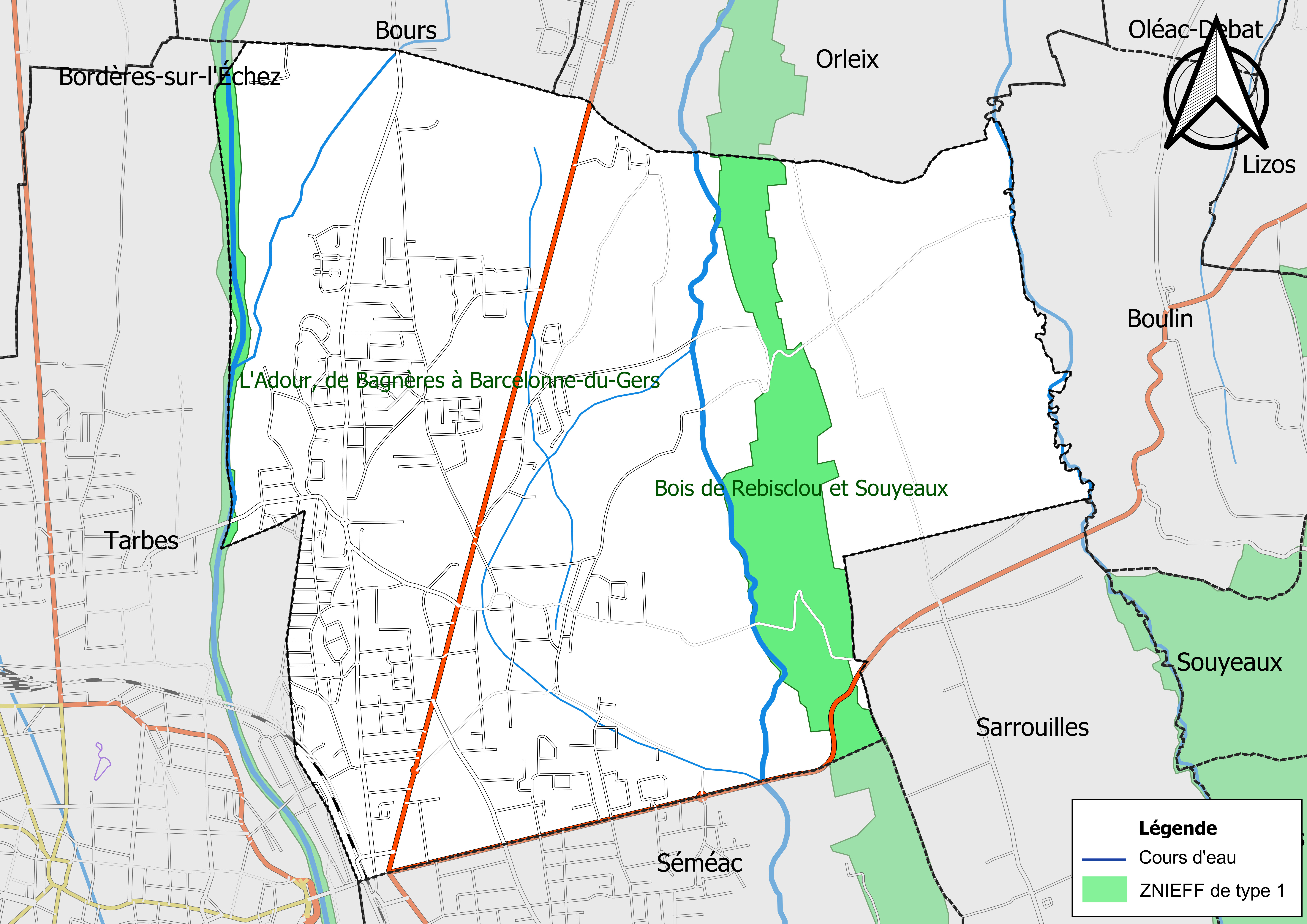
Carte des ZNIEFF de type 1 sur la commune.
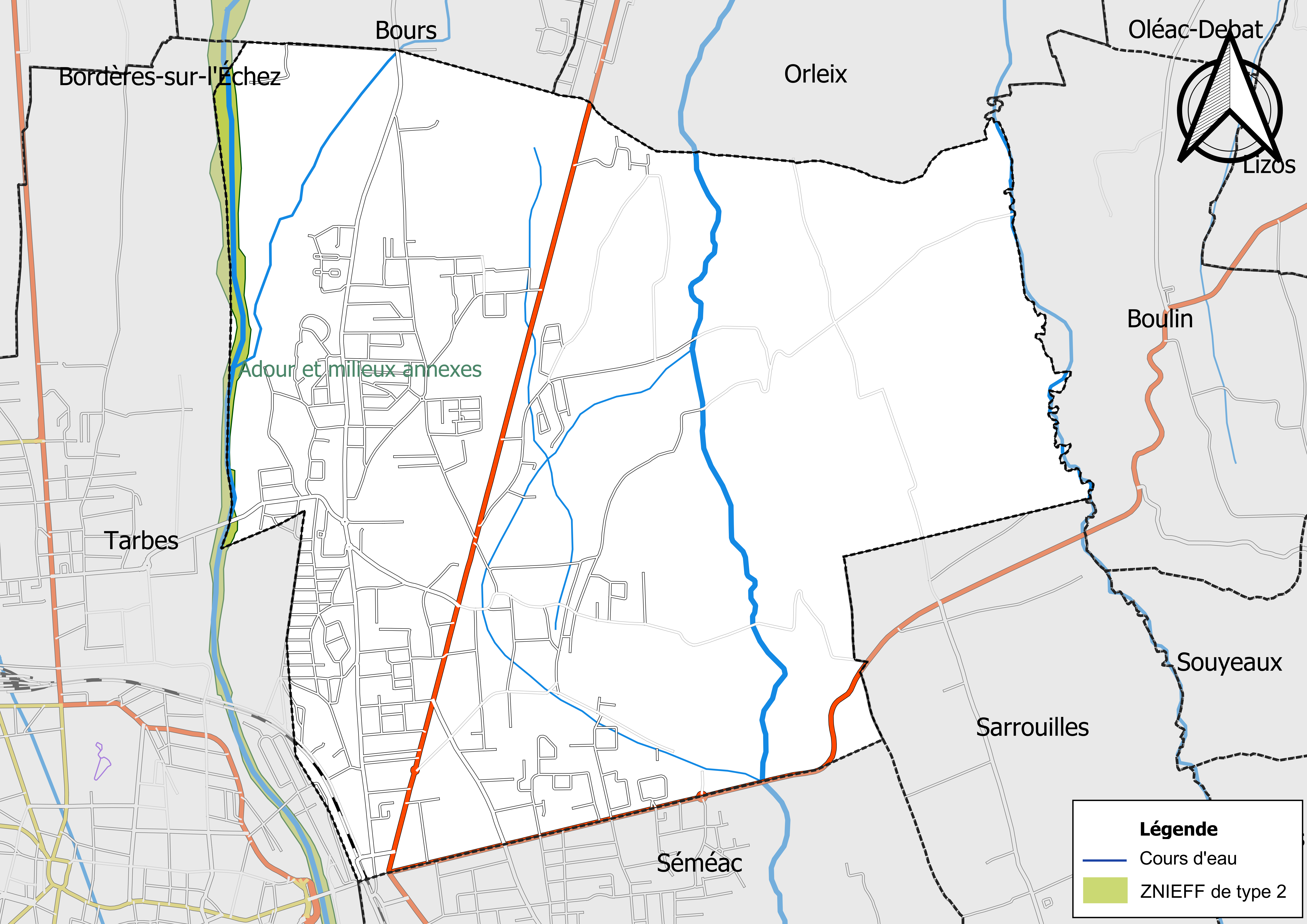
Carte de la ZNIEFF de type 2 sur la commune.

## Urbanisme

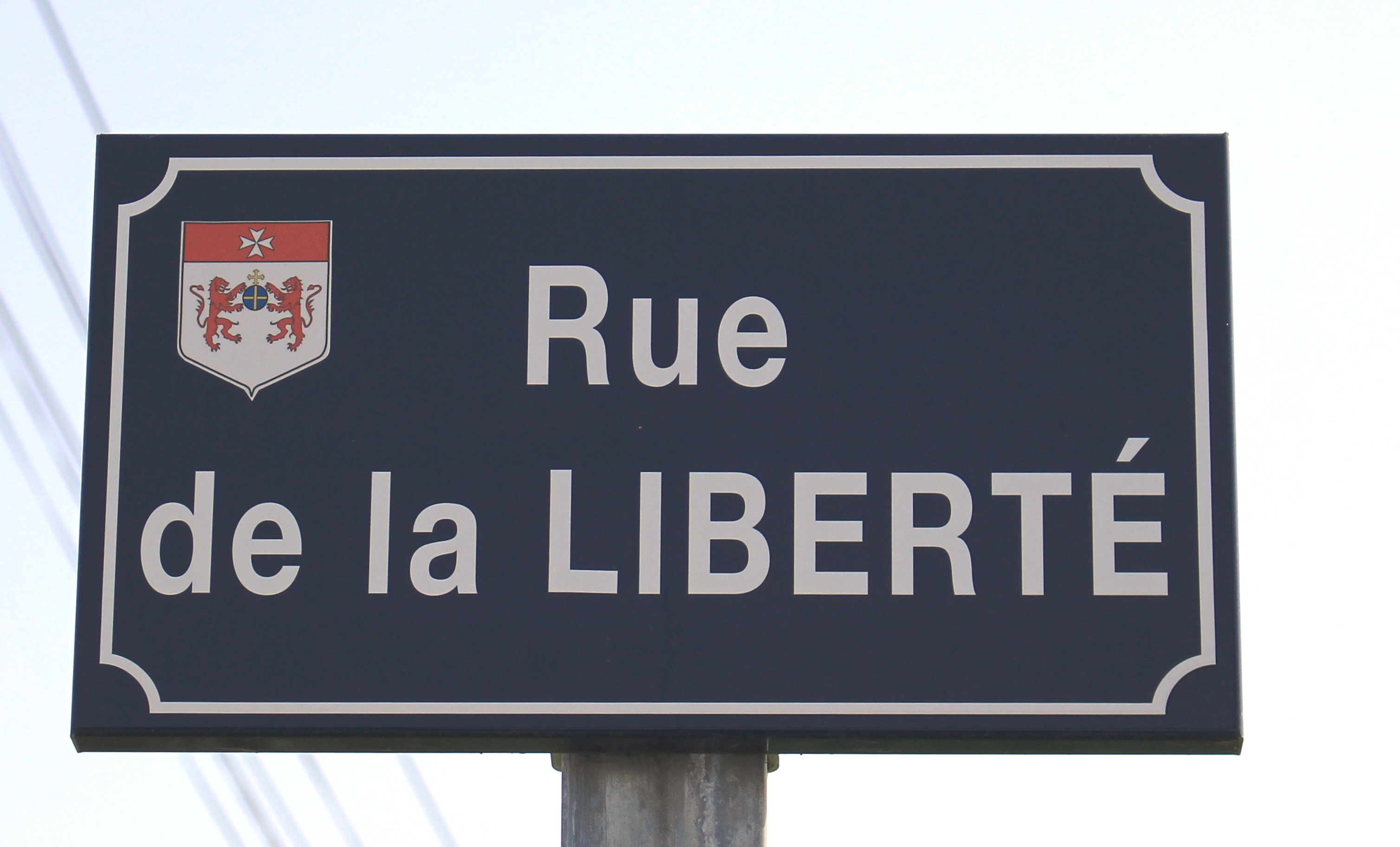
Rue du village.

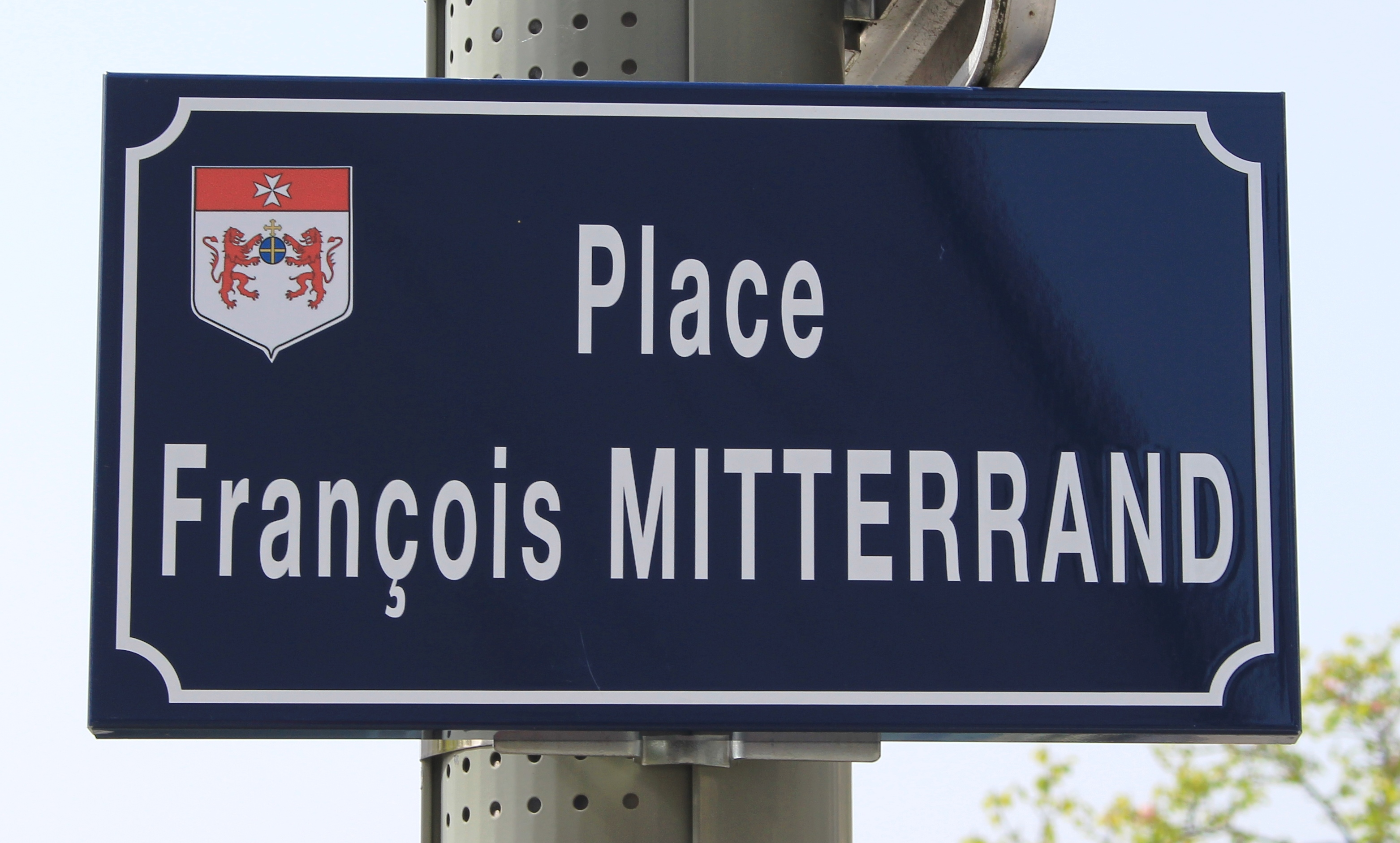
Place du village.

### Typologie
Au 1er janvier 2024, Aureilhan est catégorisée ceinture urbaine, selon la nouvelle grille communale de densité à sept niveaux définie par l'Insee en 2022.
Elle appartient à l'unité urbaine de Tarbes, une agglomération intra-départementale regroupant 15  communes, dont elle est une commune de la banlieue,,. Par ailleurs la commune fait partie de l'aire d'attraction de Tarbes, dont elle est une commune de la couronne,. Cette aire, qui regroupe 153 communes, est catégorisée dans les aires de 50 000 à moins de 200 000 habitants,.

### Occupation des sols
L'occupation des sols de la commune, telle qu'elle ressort de la base de données européenne d’occupation biophysique des sols Corine Land Cover (CLC), est marquée par l'importance des territoires agricoles (50,7 % en 2018), en diminution par rapport à 1990 (58,2 %). La répartition détaillée en 2018 est la suivante : 
zones urbanisées (40,8 %), zones agricoles hétérogènes (34,7 %), terres arables (14,4 %), forêts (7,3 %), prairies (1,6 %), zones industrielles ou commerciales et réseaux de communication (1,2 %).
L'IGN met par ailleurs à disposition un outil en ligne permettant de comparer l’évolution dans le temps de l’occupation des sols de la commune (ou de territoires à des échelles différentes). Plusieurs époques sont accessibles sous forme de cartes ou photos aériennes : la carte de Cassini (XVIIIe siècle), la carte d'état-major (1820-1866) et la période actuelle (1950 à aujourd'hui).

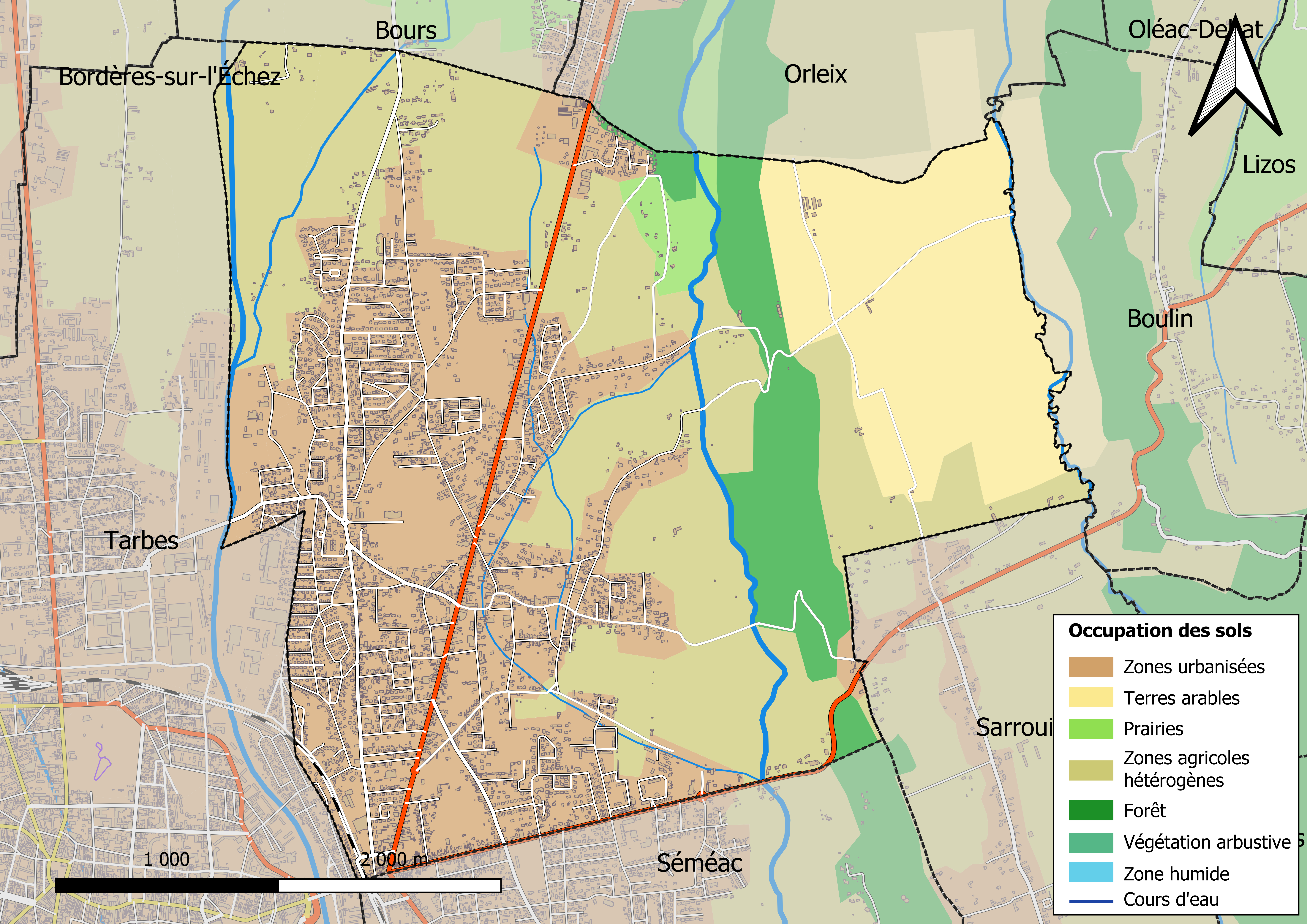
Carte des infrastructures et de l'occupation des sols en 2018 (CLC) de la commune.
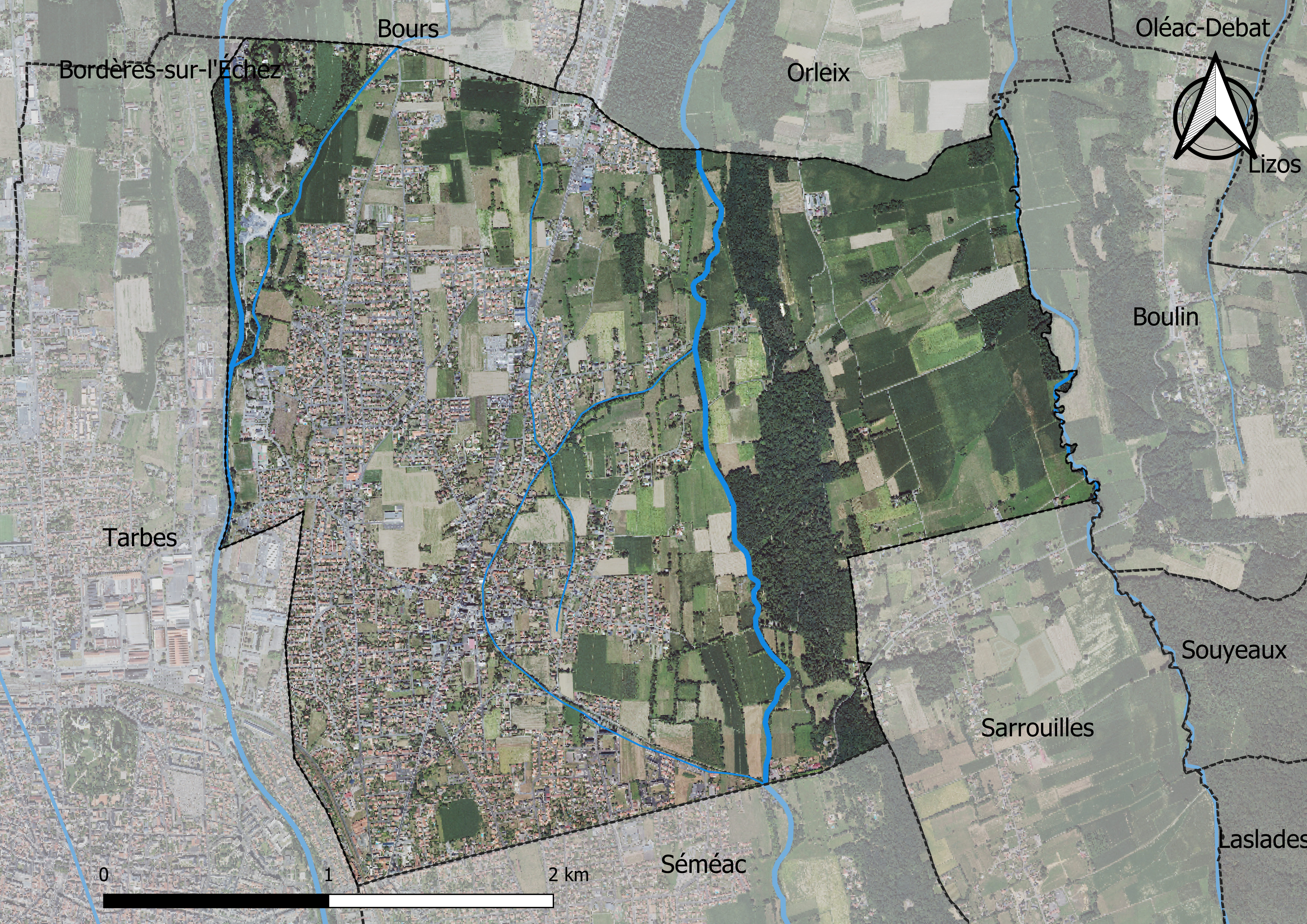
Carte orthophotogrammétrique de la commune.

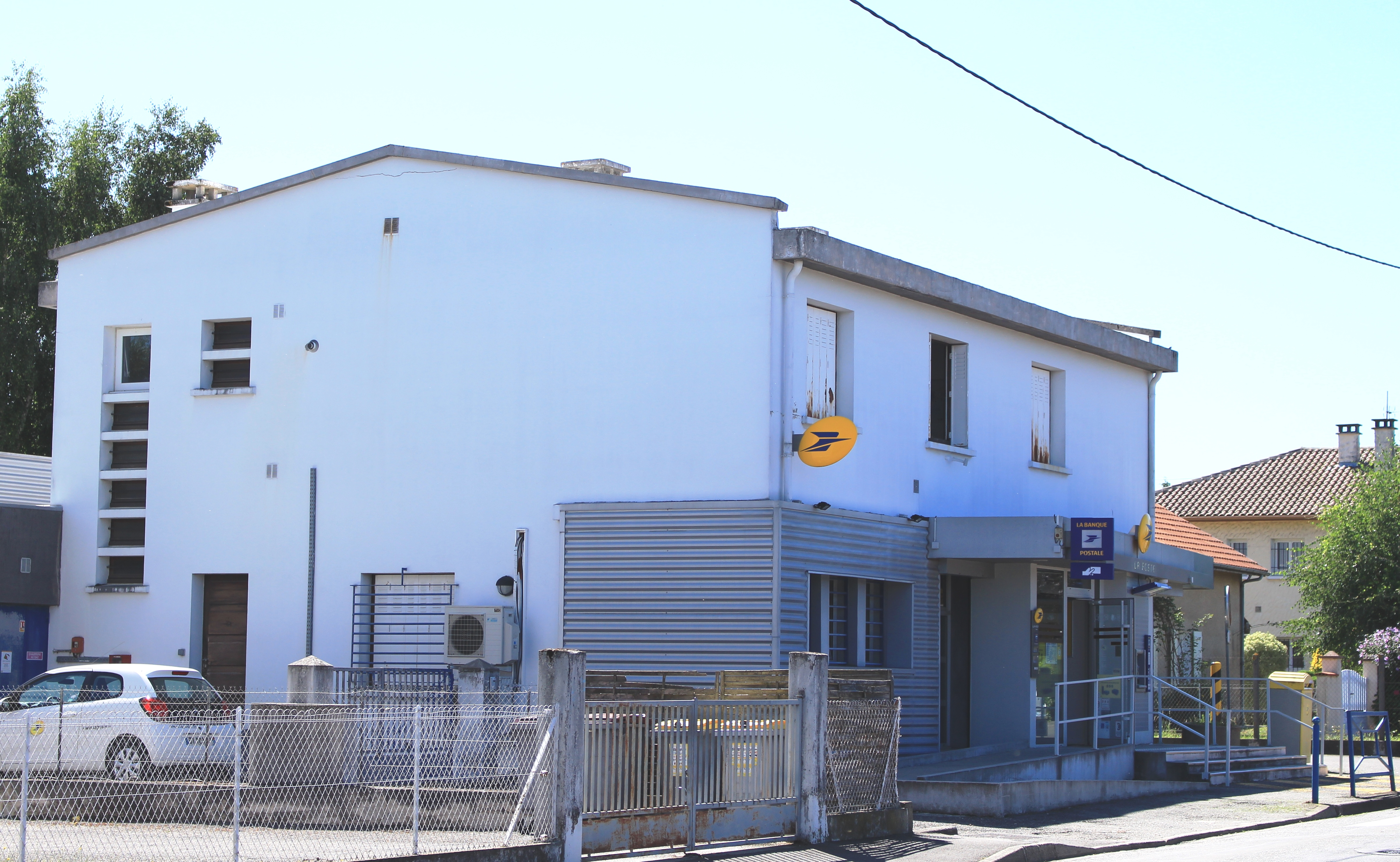
La Poste.

### Logement
En 2012, le nombre total de logements dans la commune est de 3 941.
Parmi ces logements, 91,4 % sont des résidences principales, 0,9 % des résidences secondaires et 7,8 % des logements vacants.

### Voies de communication et transports
Cette commune est desservie par la route nationale N 21 et par la route départementale D 632 et les routes départementales D 8 et D 608.

### Risques majeurs
Le territoire de la commune d'Aureilhan est vulnérable à différents aléas naturels : météorologiques (tempête, orage, neige, grand froid, canicule ou sécheresse), inondations, mouvements de terrains et séisme (sismicité modérée). Il est également exposé à deux risques technologiques,  le transport de matières dangereuses et  le risque industriel. Un site publié par le BRGM permet d'évaluer simplement et rapidement les risques d'un bien localisé soit par son adresse soit par le numéro de sa parcelle.

#### Risques naturels
Certaines parties du territoire communal sont susceptibles d’être affectées par le risque d’inondation par débordement de cours d'eau, notamment l'Adour, le canal d'Alaric et l'Ousse. La cartographie des zones inondables en ex-Midi-Pyrénées réalisée dans le cadre du XIe Contrat de plan État-région, visant à informer les citoyens et les décideurs sur le risque d’inondation, est accessible sur le site de la DREAL Occitanie. La commune a été reconnue en état de catastrophe naturelle au titre des dommages causés par les inondations et coulées de boue survenues en 1982, 1989, 1993, 1997, 1999 et 2009,.
Aureilhan est exposée au risque de feu de forêt. Un plan départemental de protection des forêts contre les incendies a été approuvé par arrêté préfectoral le 21 avril 2020 pour la période 2020-2029. Le précédent couvrait la période 2007-2017. L’emploi du feu est régi par deux types de réglementations. D’abord le code forestier et l’arrêté préfectoral du 27 octobre 2014, qui réglementent l’emploi du feu à moins de 200 m des espaces naturels combustibles sur l’ensemble du département. Ensuite celle établie dans le cadre de la lutte contre la pollution de l’air, qui interdit le brûlage des déchets verts des particuliers. L’écobuage est quant à lui réglementé dans le cadre de commissions locales d’écobuage (CLE)

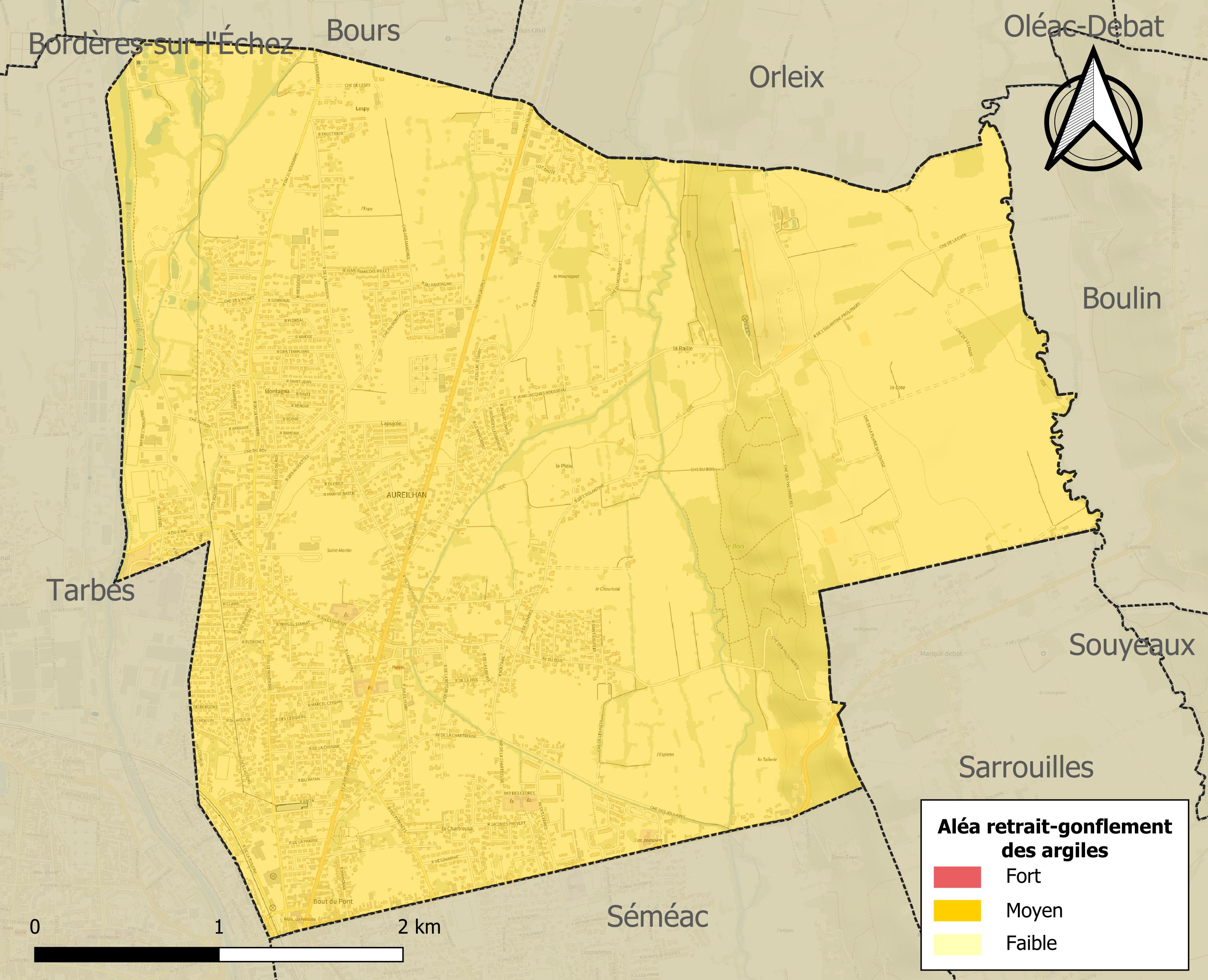
Carte des zones d'aléa retrait-gonflement des sols argileux d'Aureilhan.

Les mouvements de terrains susceptibles de se produire sur la commune sont des tassements différentiels.
Le retrait-gonflement des sols argileux est susceptible d'engendrer des dommages importants aux bâtiments en cas d’alternance de périodes de sécheresse et de pluie. La totalité de la commune est en aléa moyen ou fort (44,5 % au niveau départemental et 48,5 % au niveau national). Sur les 2 961 bâtiments dénombrés sur la commune en 2019, 2 961 sont en aléa moyen ou fort, soit 100 %, à comparer aux 75 % au niveau départemental et 54 % au niveau national. Une cartographie de l'exposition du territoire national au retrait gonflement des sols argileux est disponible sur le site du BRGM,.
Par ailleurs, afin de mieux appréhender le risque d’affaissement de terrain, l'inventaire national des cavités souterraines permet de localiser celles situées sur la commune.
Concernant les mouvements de terrains, la commune a été reconnue en état de catastrophe naturelle au titre des dommages causés par des mouvements de terrain en 1999.

#### Risques technologiques
La commune est exposée au risque industriel du fait de la présence sur son territoire d'une entreprise soumise à la directive européenne SEVESO.
Le risque de transport de matières dangereuses sur la commune est lié à sa traversée par une ligne de chemin de fer et une canalisation de transport d'hydrocarbures. Un accident se produisant sur de telles infrastructures est susceptible d’avoir des effets graves sur les biens, les personnes ou l'environnement, selon la nature du matériau transporté. Des dispositions d’urbanisme peuvent être préconisées en conséquence.

## Toponymie

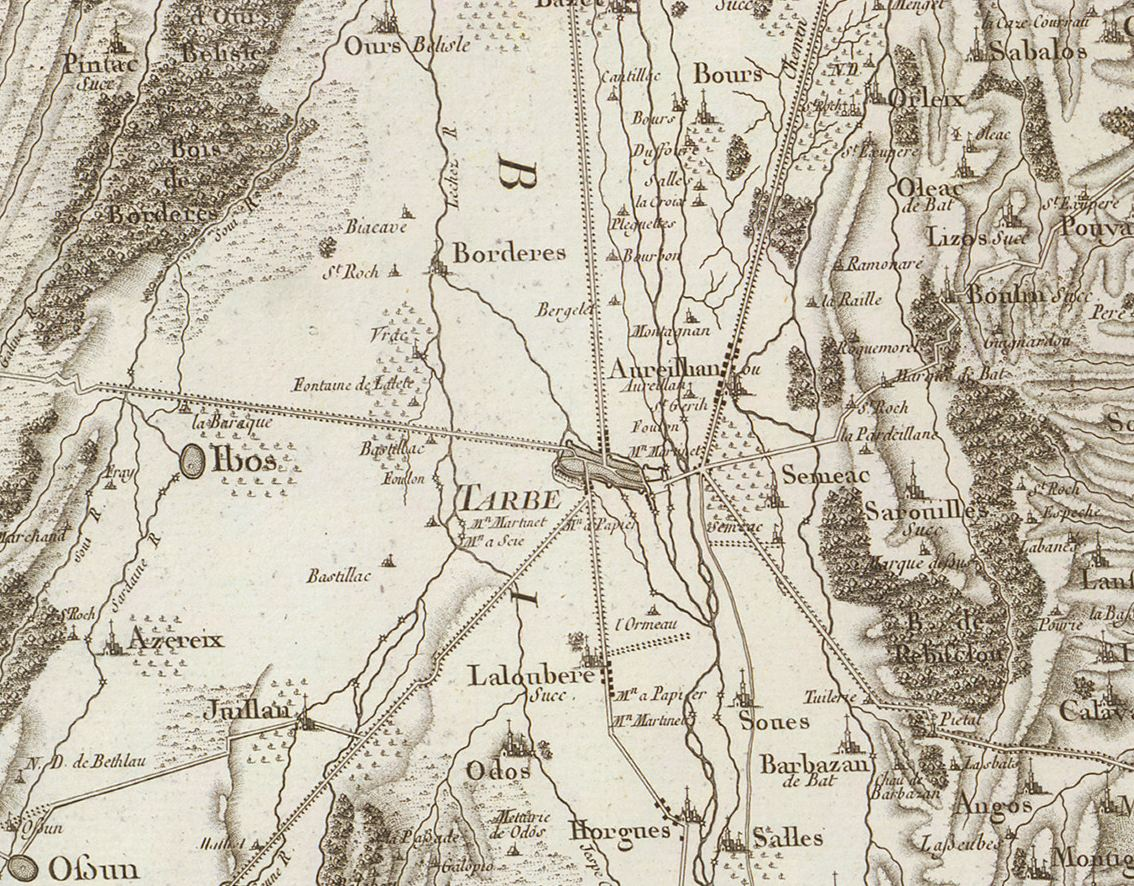
Extrait de la carte de Cassini (entre 1756 et 1789) situant Aureilhan au nord-est de Tarbes.

On trouvera les principales informations dans le Dictionnaire toponymique des communes des Hautes-Pyrénées de Michel Grosclaude et Jean-François Le Nail qui rapporte les dénominations historiques du village :
Dénominations historiques :
- De Aureihlá (1237, ADHP, H 10) ;
- Aurlhaa (1285, montre Bigorre) ;
- de Aurelhano, latin (1300, enquête Bigorre ; 1313, Debita regi Navarre ; 1342, pouillé de Tarbes) ;
- Aurelhan (1429, censier  de Bigorre) ;
- Aureilhan/Aureillan (fin XVIIIe siècle, carte de Cassini).

Étymologie : nom de domaine antique, du nom de personnage latin Aurelius et suffixe -anum (= propriété d’Aurelius).
Nom occitan : Aurelhan.

## Histoire
L'usine de céramique Oustau d'Aureilhan est fondée en 1873 par Laurence Oustau. Elle occupe un terrain d'environ 2,5 ha situé entre la route de Bours et la voie ferrée, au sud-ouest d'Aureilhan. En plus des tuiles et des briques, activité principale, cette usine fabriquait également des carreaux et des pavés en grès céramés, des tomettes, des produits réfractaires, de la poterie à feu, des tuyaux en grès vernissé, des articles en faïence émaillée, des carrelages et des articles en mosaïques de marbre. Sa production fut récompensée par une médaille d'or à l'Exposition universelle de 1889. Les Éts Oustau comptèrent jusqu'à plus de 100 employés. L'usine d'Aureilhan fut la première briqueterie de France à avoir des fours équipés de brûleurs à gaz.

### Les Hospitaliers
Aureilhan était, au moins depuis le XIIIe siècle, un Hôpital de l'ordre de Saint-Jean de Jérusalem (domus Hospitalis). Peu après la dévolution des biens de l'ordre du Temple, il fut réunie à la commanderie de Bordères-sur-l'Échez au sein du grand prieuré de Toulouse.

## Politique et administration

### Liste des maires

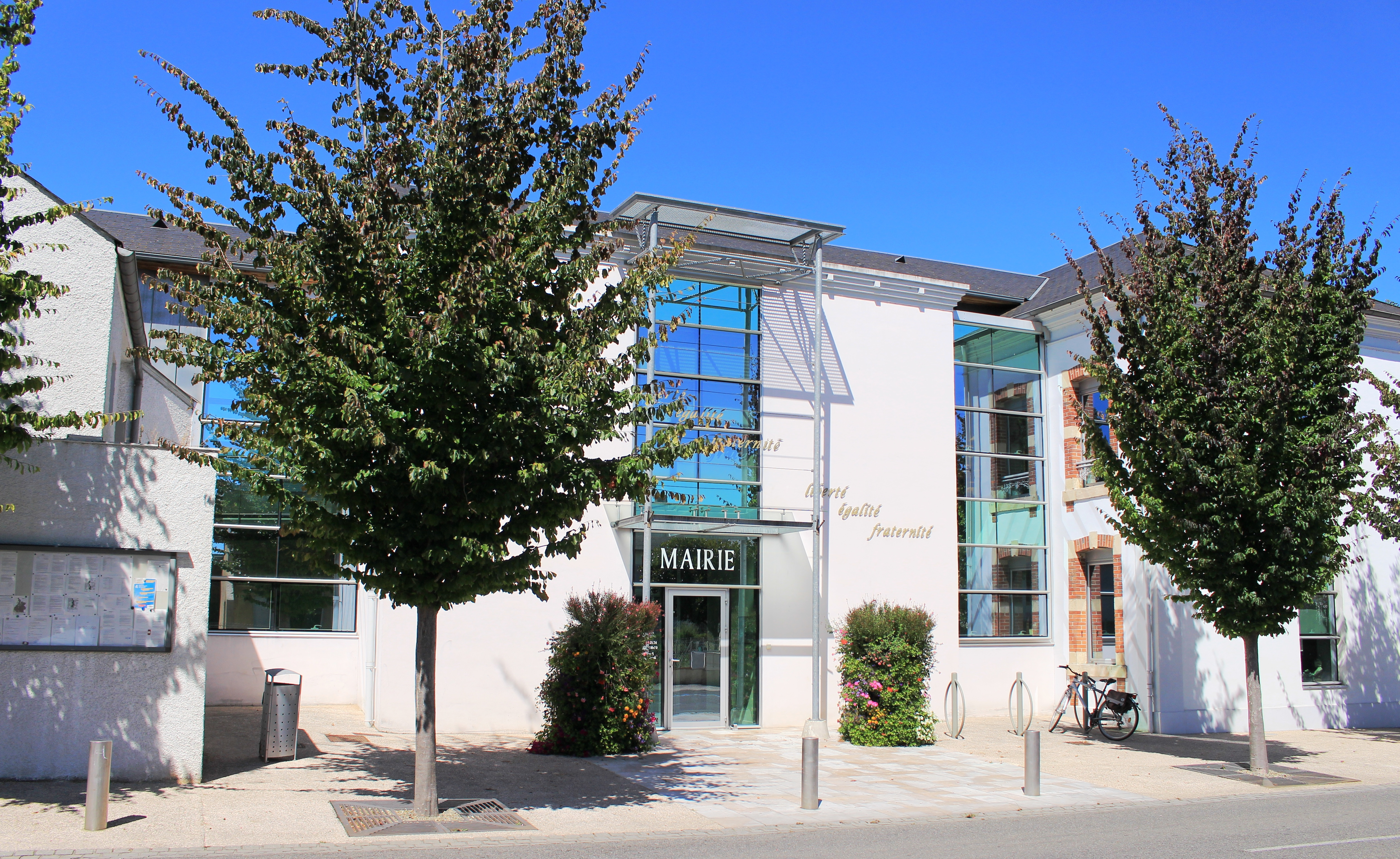
La mairie en 2019.

| Période                                  | Période        | Identité                        | Étiquette    | Qualité |
| ---------------------------------------- | -------------- | ------------------------------- | ------------ | --- |
| Les données manquantes sont à compléter. |                |                                 |              | |
| 1957                                     | septembre 1994 | Pierre-Henri Lacaze (1923-2016) | SFIO puis PS | Instituteur puis professeur de collège Conseiller général d'Aureilhan (1985 → 1992 puis 1993 → 1998) Vice-président du conseil général |
| septembre 1994                           | octobre 2007   | Pierre Dussert                  | PS           | Enseignant retraité Conseiller général d'Aureilhan (1998 → 2011) Démissionnaire                                                        |
| octobre 2007                             | juin 2023      | Yannick Boubée                  | PS           | Sans profession déclarée Conseiller départemental d'Aureilhan (2021 → ) Réélu pour le mandat 2020-2026 Démissionnaire                  |
| juin 2023                                | En cours       | Emmanuel Alonso                 | PS           | Chef de service, ancien 1er adjoint |

### Rattachements administratifs et électoraux

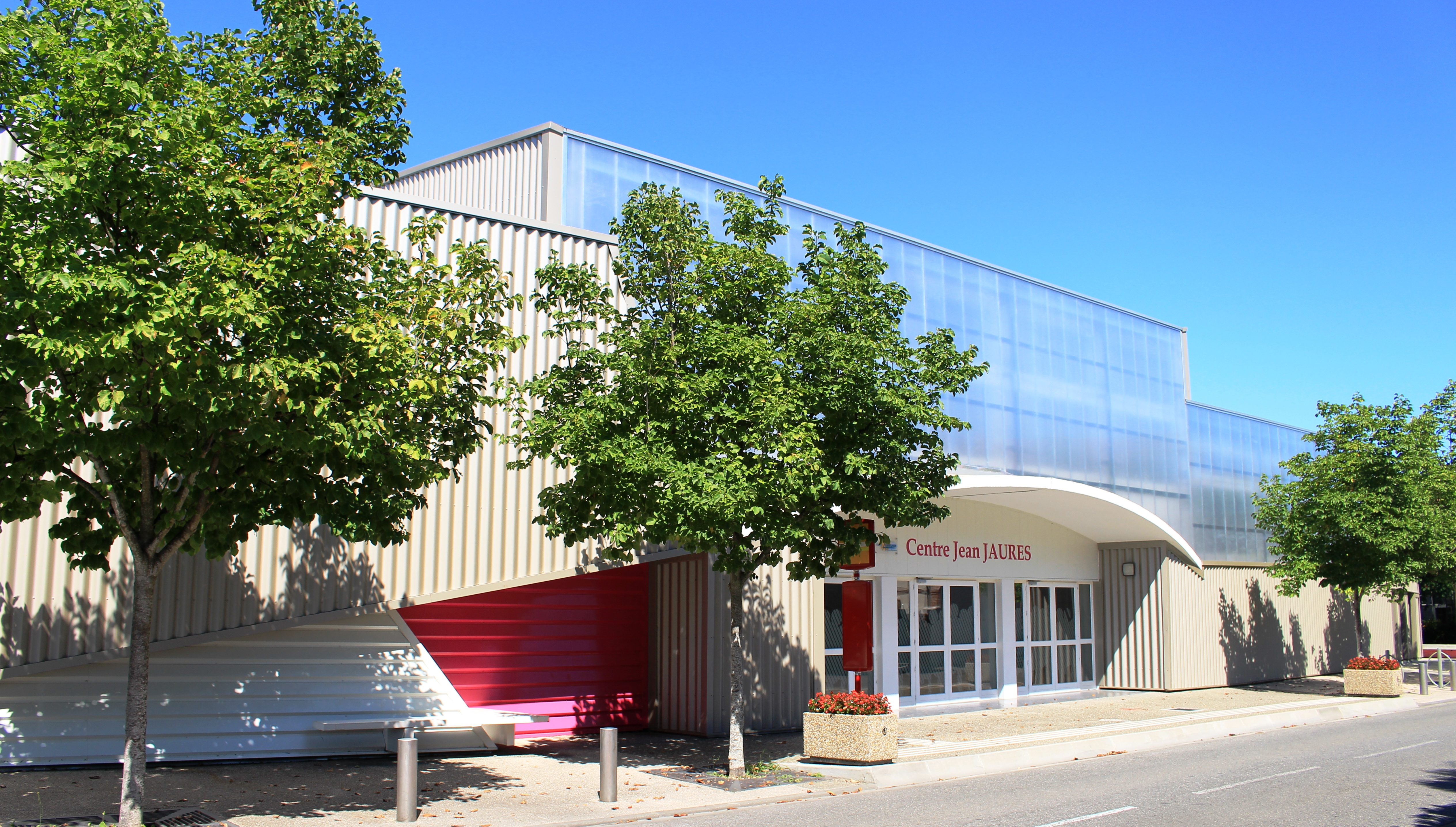
Le foyer rural en 2019.

#### Historique administratif
Pays et sénéchaussée de Bigorre, quarteron de Tarbes, canton de Tarbes (1790), Tarbes-Nord (1801), chef-lieu depuis 1973 d'Aureilhan remanié en 1982.

#### Intercommunalité
Aureilhan appartient à la Communauté d'agglomération Tarbes-Lourdes-Pyrénées créée en janvier 2017 et qui réunit 86 communes.

### Services publics
La commune d'Aureilhan dispose d'une agence postale.

### Jumelages
Alfaro (Espagne) depuis 1981.

## Population et société

### Démographie

#### Évolution démographique
| 1793 | 1800 | 1806 | 1821  | 1831  | 1836  | 1841  | 1846  | 1851  |
| ---- | ---- | ---- | ----- | ----- | ----- | ----- | ----- | ----- |
| 853  | 827  | 916  | 1 006 | 1 186 | 1 346 | 1 357 | 1 525 | 1 509 |

| 1856  | 1861  | 1866  | 1876  | 1881  | 1886  | 1891  | 1896  | 1901  |
| ----- | ----- | ----- | ----- | ----- | ----- | ----- | ----- | ----- |
| 1 426 | 1 378 | 1 410 | 1 588 | 1 644 | 1 793 | 1 895 | 1 853 | 1 929 |

| 1906  | 1911  | 1921  | 1926  | 1931  | 1936  | 1946  | 1954  | 1962  |
| ----- | ----- | ----- | ----- | ----- | ----- | ----- | ----- | ----- |
| 1 948 | 1 989 | 1 982 | 2 244 | 2 400 | 2 668 | 3 939 | 4 076 | 5 835 |

| 1968  | 1975  | 1982  | 1990  | 1999  | 2006  | 2011  | 2016  | 2021  |
| ----- | ----- | ----- | ----- | ----- | ----- | ----- | ----- | ----- |
| 6 782 | 7 895 | 7 590 | 7 454 | 7 447 | 7 469 | 7 941 | 7 783 | 7 982 |

| 2022  | - | - | - | - | - | - | - | - |
| ----- | - | - | - | - | - | - | - | - |
| 8 033 | - | - | - | - | - | - | - | - |

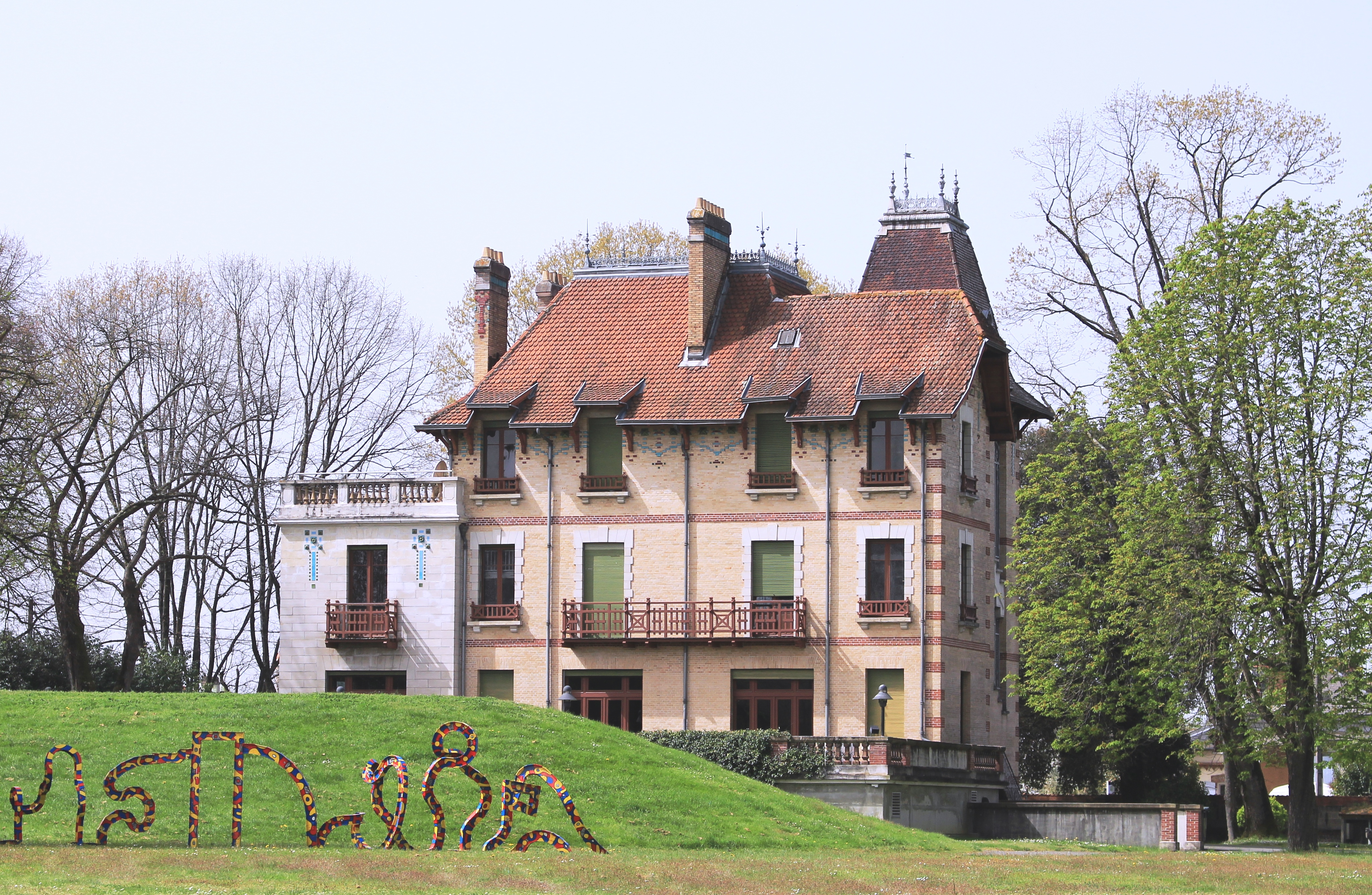
La salle de culture et loisir en 2021.

De par sa population, Aureilhan est la 3e ville des Hautes-Pyrénées après Tarbes et Lourdes.

### Enseignement
La commune dépend de l'académie de Toulouse. Elle dispose d’ écoles et lycée en 2017.
- École maternelle : Les Cèdres et Marcel Pagnol
- École élémentaire : Les Cèdres et Lamartine et Joliot-Curie
- Lycée professionnel : Sixte Vignon

Sélection de vues des installations scolaires municipales.
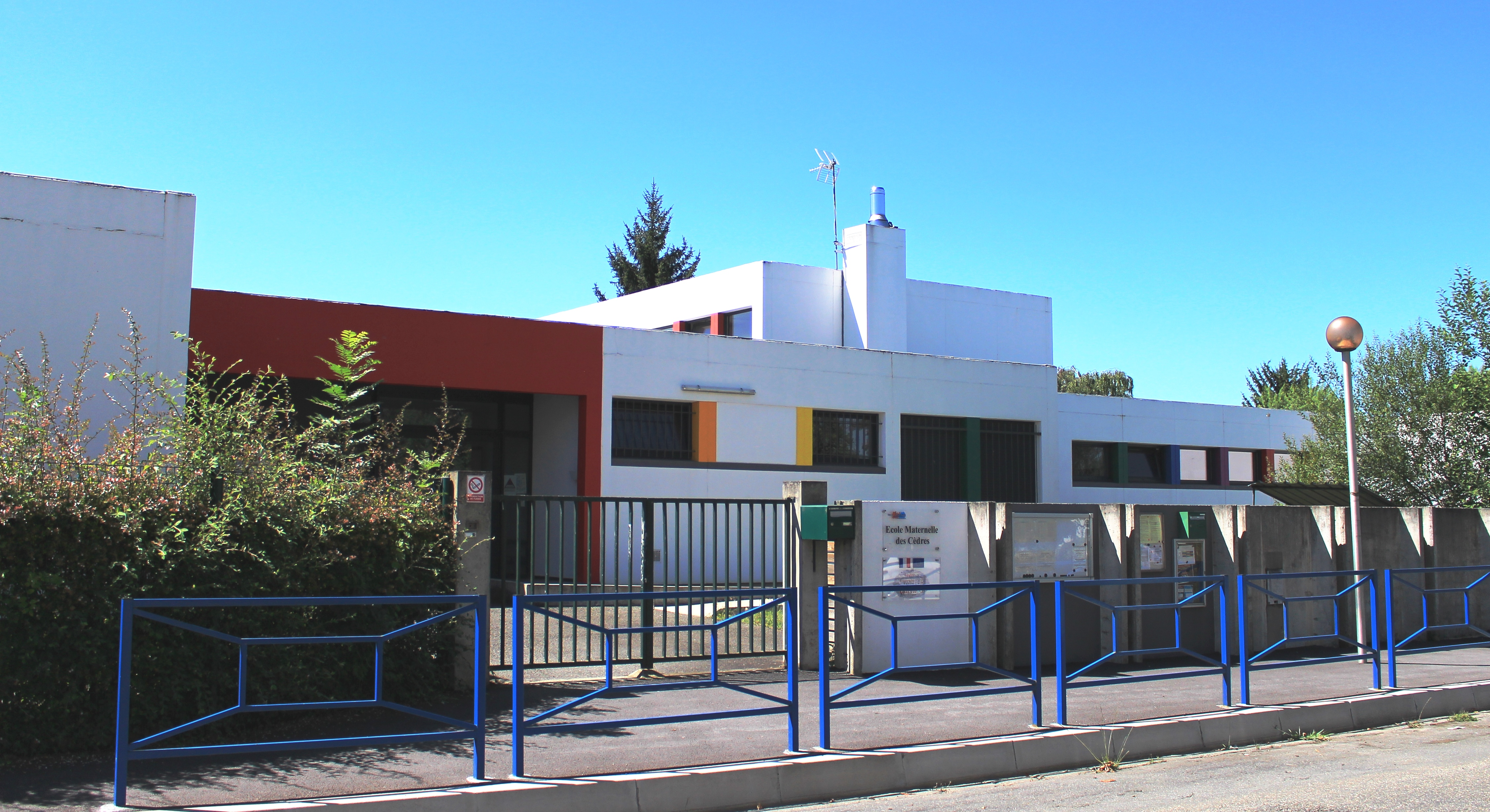
L'école maternelle des Cèdres.
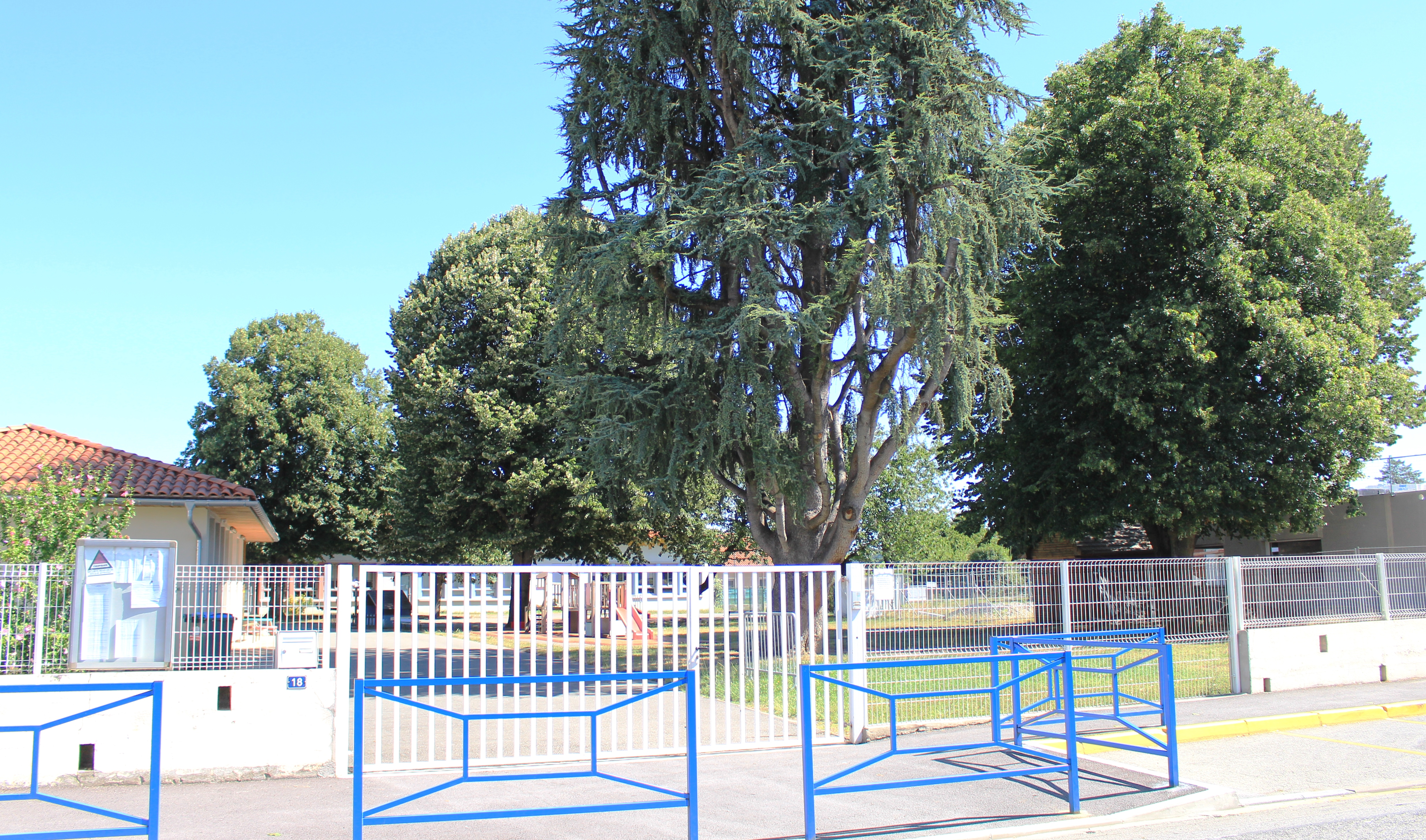
L'école maternelle Marcel-Pagnol.
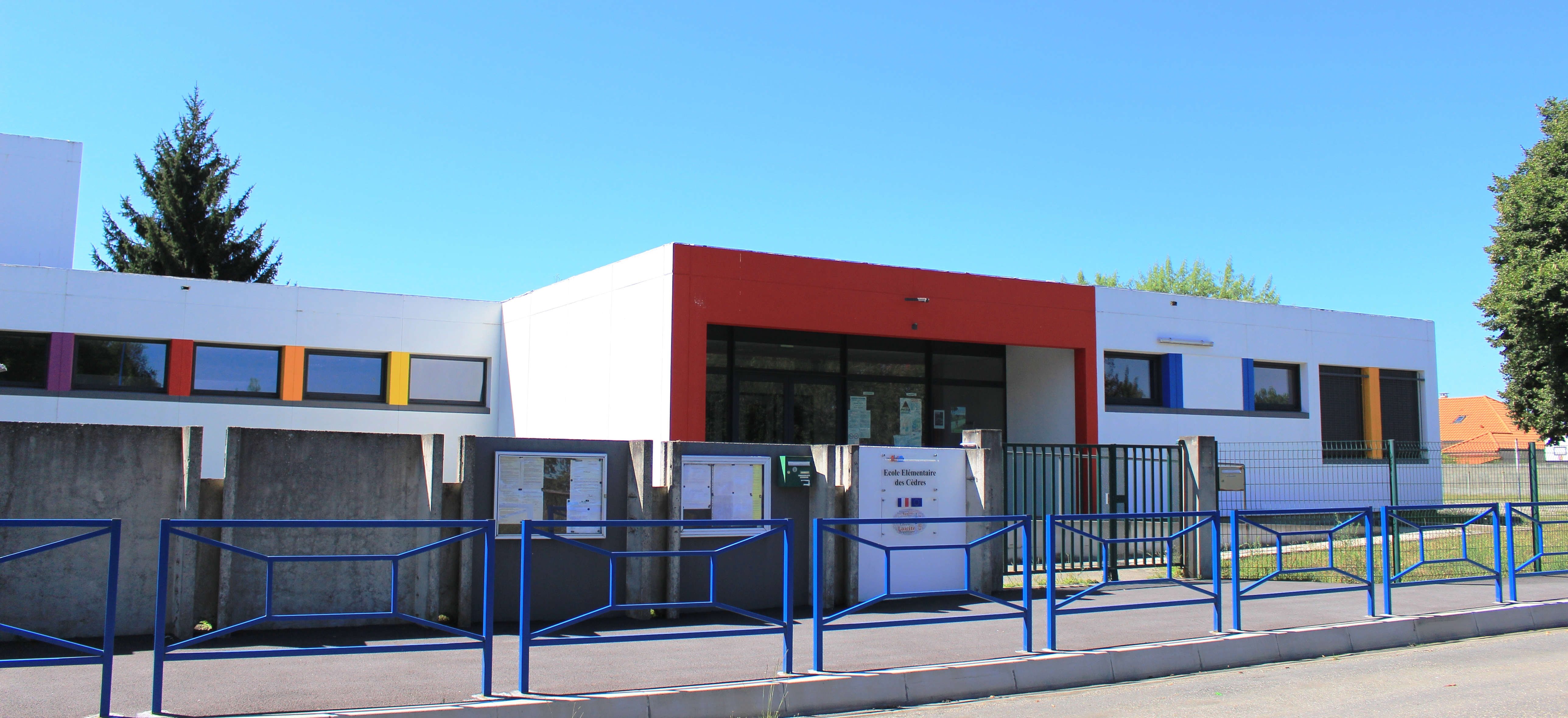
L'école élémentaire des Cèdres.
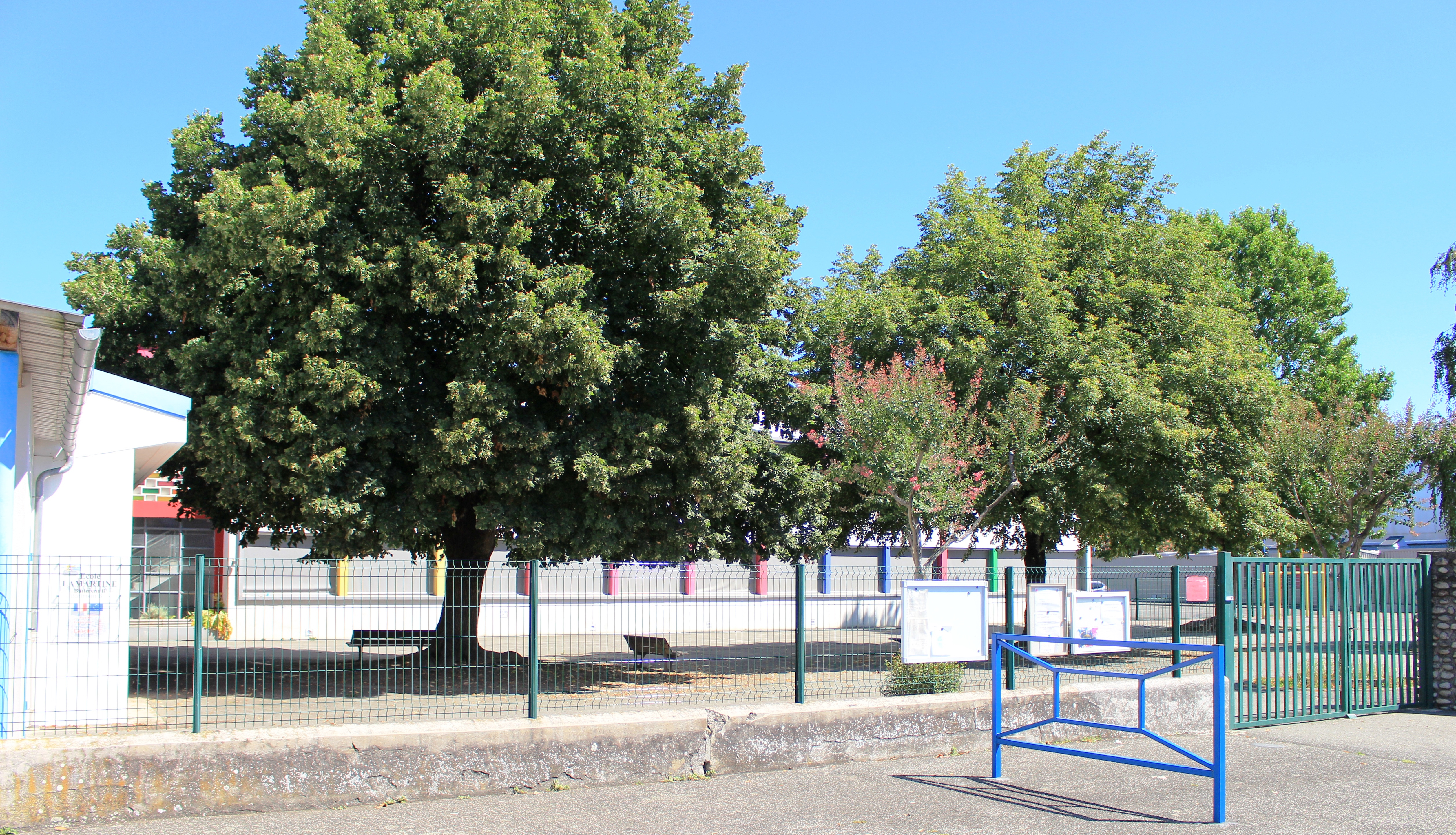
L'école élémentaire Lamartine.
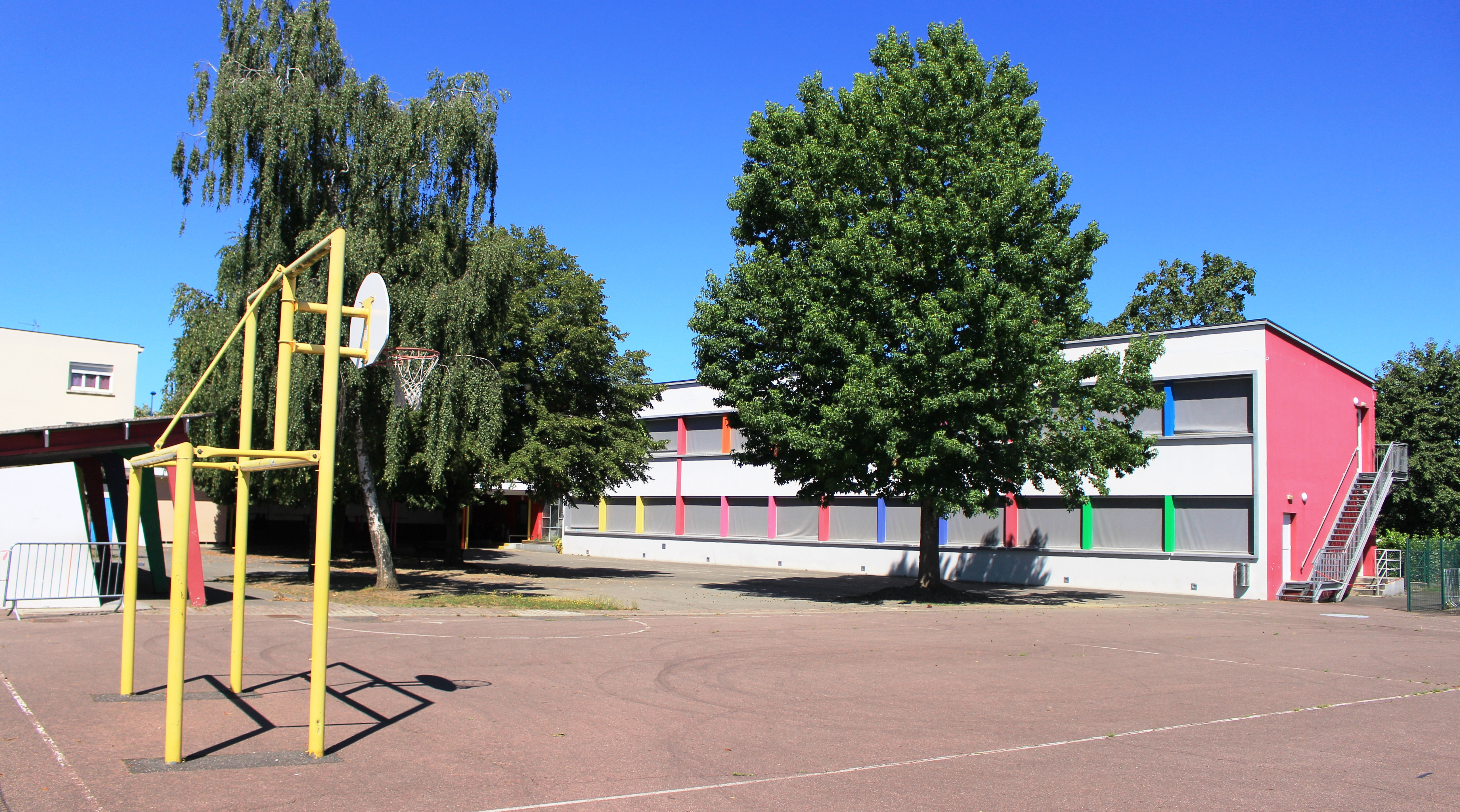
L'école élémentaire Joliot-Curie.
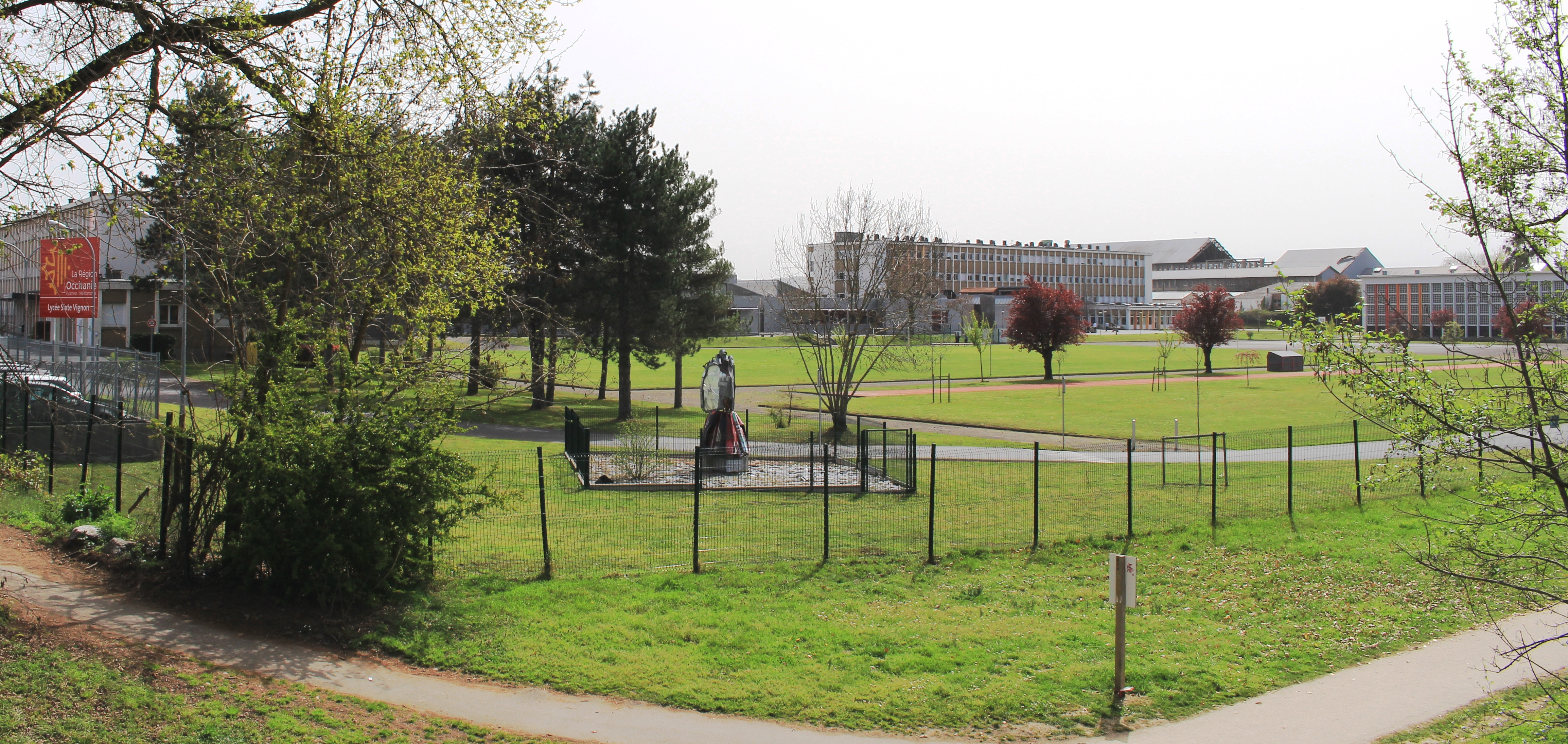
Le lycée Sixte Vignon.

### Sports
- Le CaminAdour.

Sélection de vues des installations sportives municipales en 2021.
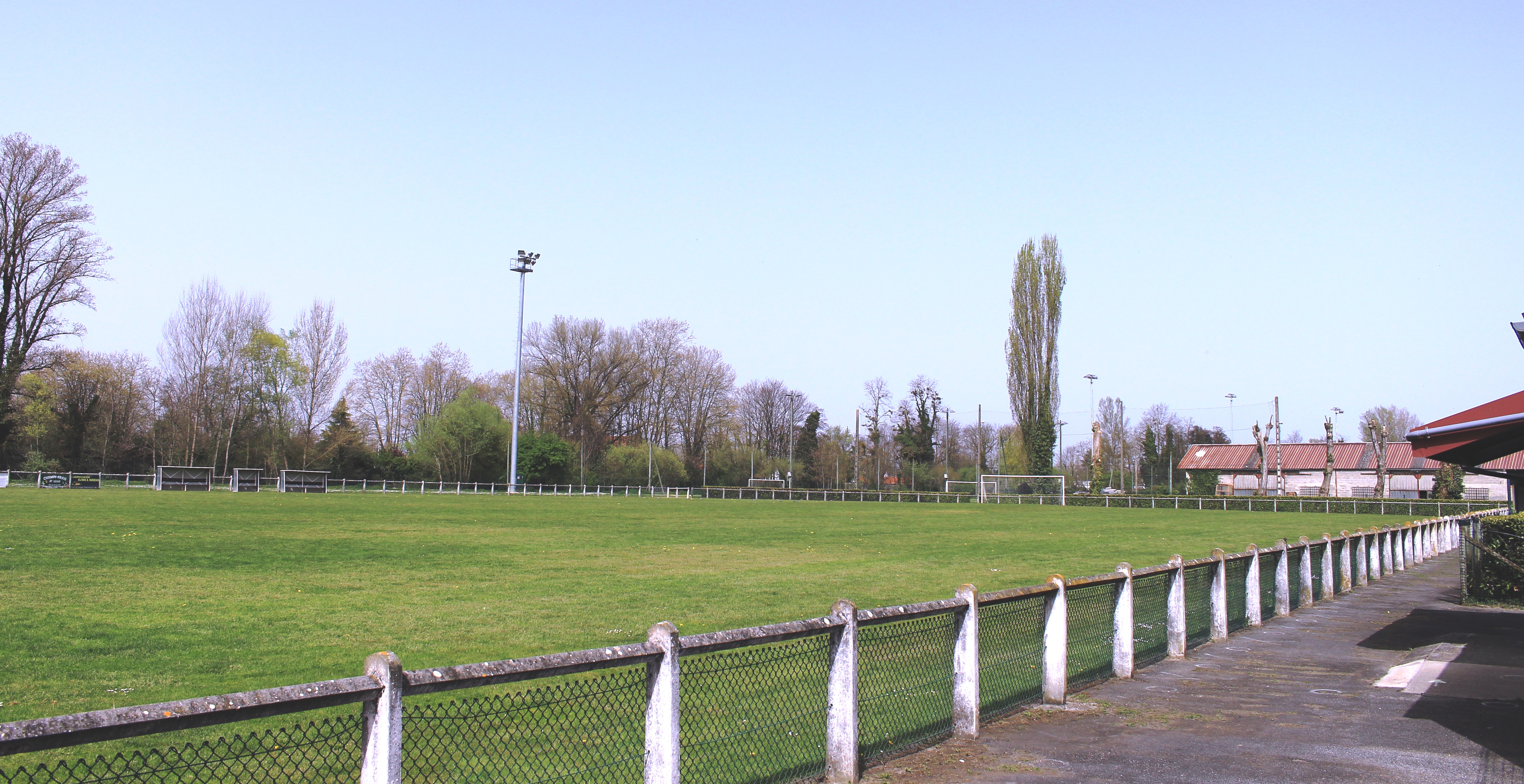
Le stade de football de l'Adour.
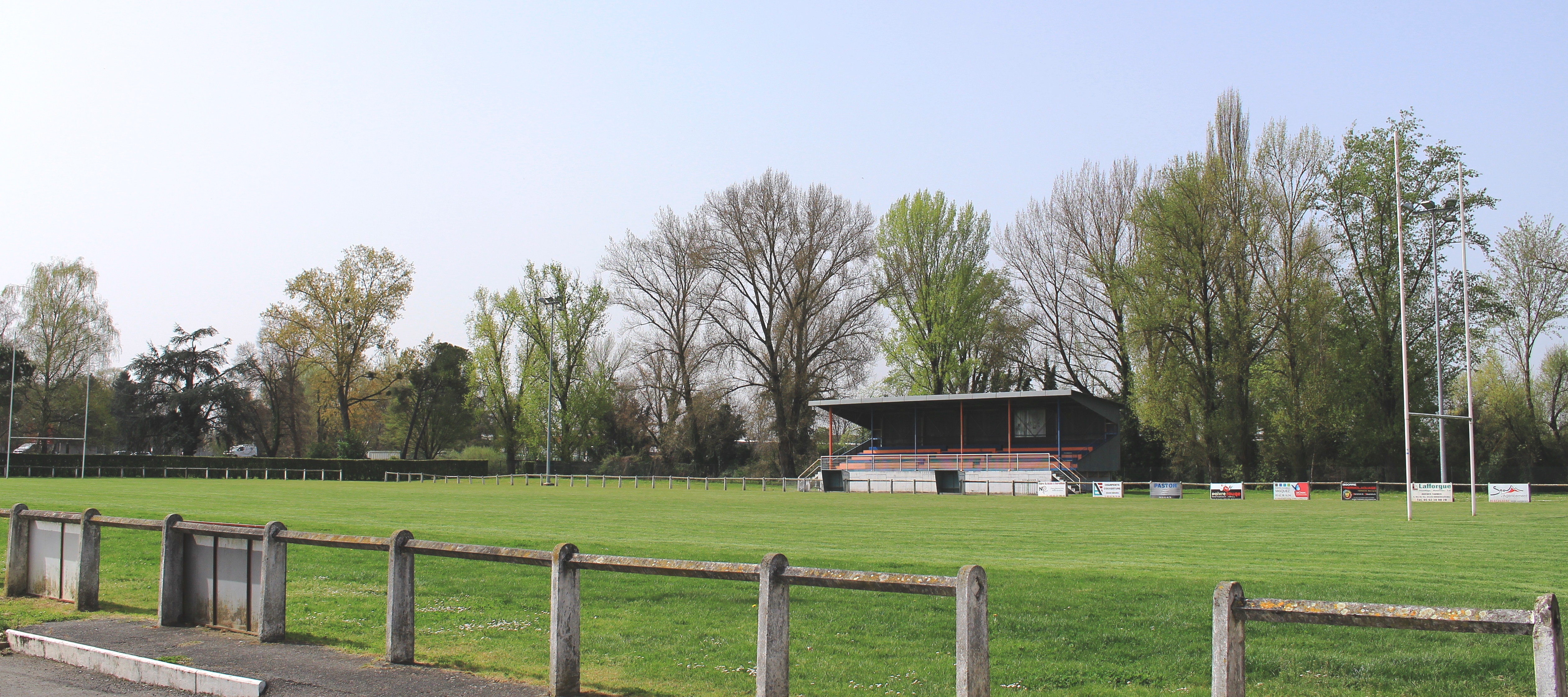
Le stade de rugby René-Bréjassou.
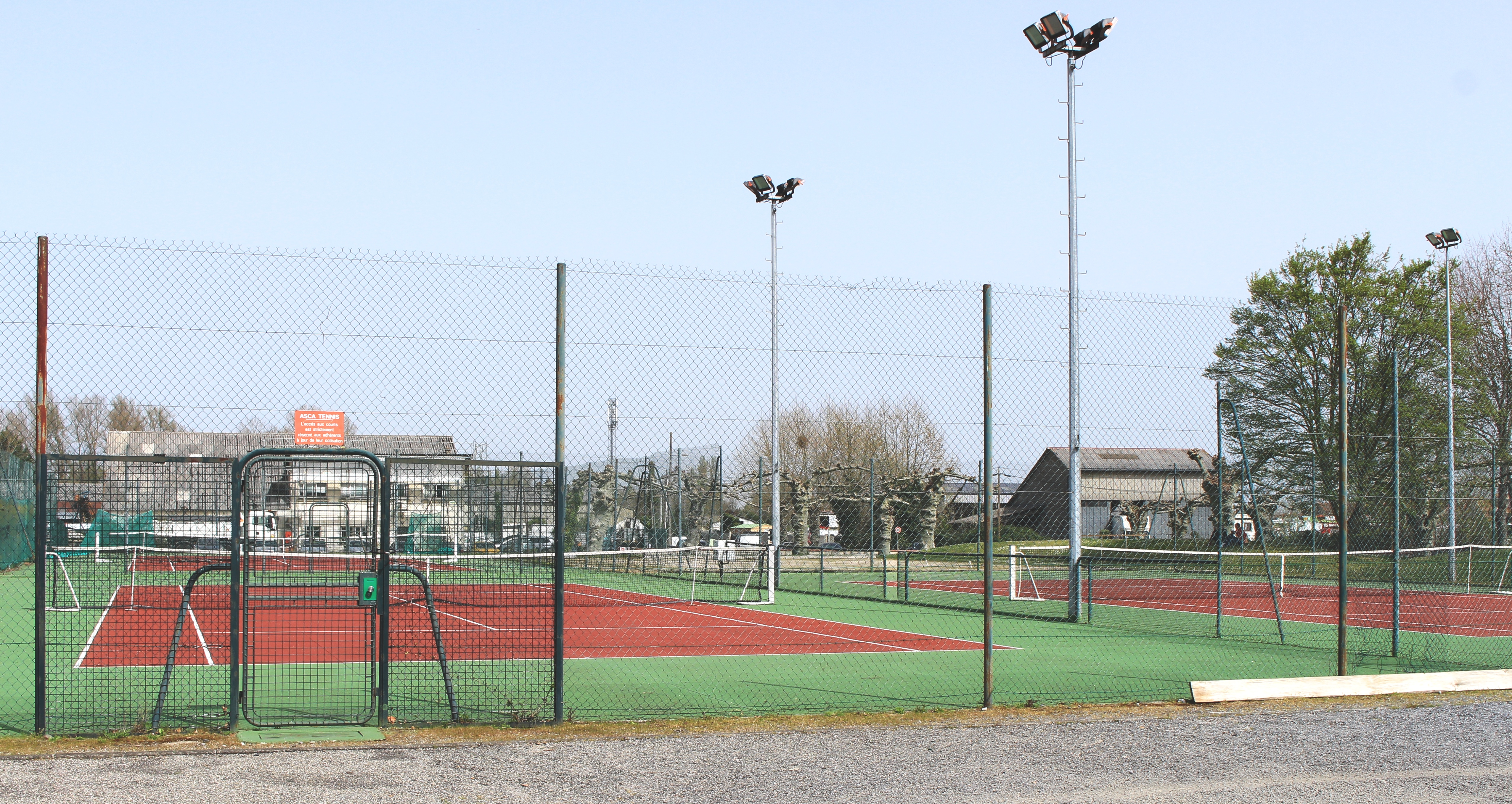
Le court de tennis.

## Économie

### Revenus
En 2018, la commune compte 3 520 ménages fiscaux, regroupant 7 409 personnes. La médiane du revenu disponible par unité de consommation est de 20 150 € (20 420 € dans le département). 45 % des ménages fiscaux sont imposés (44,4 % dans le département).

### Emploi
|                | 2008  | 2013  | 2018   |
| -------------- | ----- | ----- | ------ |
| Commune        | 7,8 % | 9 %   | 11,8 % |
| Département    | 7,7 % | 9,4 % | 9,8 %  |
| France entière | 8,3 % | 10 %  | 10 %   |

En 2018, la population âgée de 15 à 64 ans s'élève à 4 590 personnes, parmi lesquelles on compte 73,2 % d'actifs (61,4 % ayant un emploi et 11,8 % de chômeurs) et 26,8 % d'inactifs,. En  2018, le taux de chômage communal (au sens du recensement) des 15-64 ans est supérieur à celui de la France et du département, alors qu'il était inférieur à celui de la France en 2008.
La commune fait partie de la couronne de l'aire d'attraction de Tarbes, du fait qu'au moins 15 % des actifs travaillent dans le pôle,. Elle compte 1 117 emplois en 2018, contre 1 226 en 2013 et 1 164 en 2008. Le nombre d'actifs ayant un emploi résidant dans la commune est de 2 850, soit un indicateur de concentration d'emploi de 39,2 % et un taux d'activité parmi les 15 ans ou plus de 50,8 %.
Sur ces 2 850 actifs de 15 ans ou plus ayant un emploi, 468 travaillent dans la commune, soit 16 % des habitants. Pour se rendre au travail, 88,6 % des habitants utilisent un véhicule personnel ou de fonction à quatre roues, 2,2 % les transports en commun, 6,7 % s'y rendent en deux-roues, à vélo ou à pied et 2,6 % n'ont pas besoin de transport (travail au domicile).

### Activités
Longtemps agricole, avec 95 exploitations agricoles et 125 salariés et journaliers en 1866, la ville s'est peu à peu transformée en ville résidentielle compte tenu de sa proximité avec Tarbes. Ainsi, 84 % de la population active d'Aureilhan travaille dans l'agglomération tarbaise.

## Culture locale et patrimoine

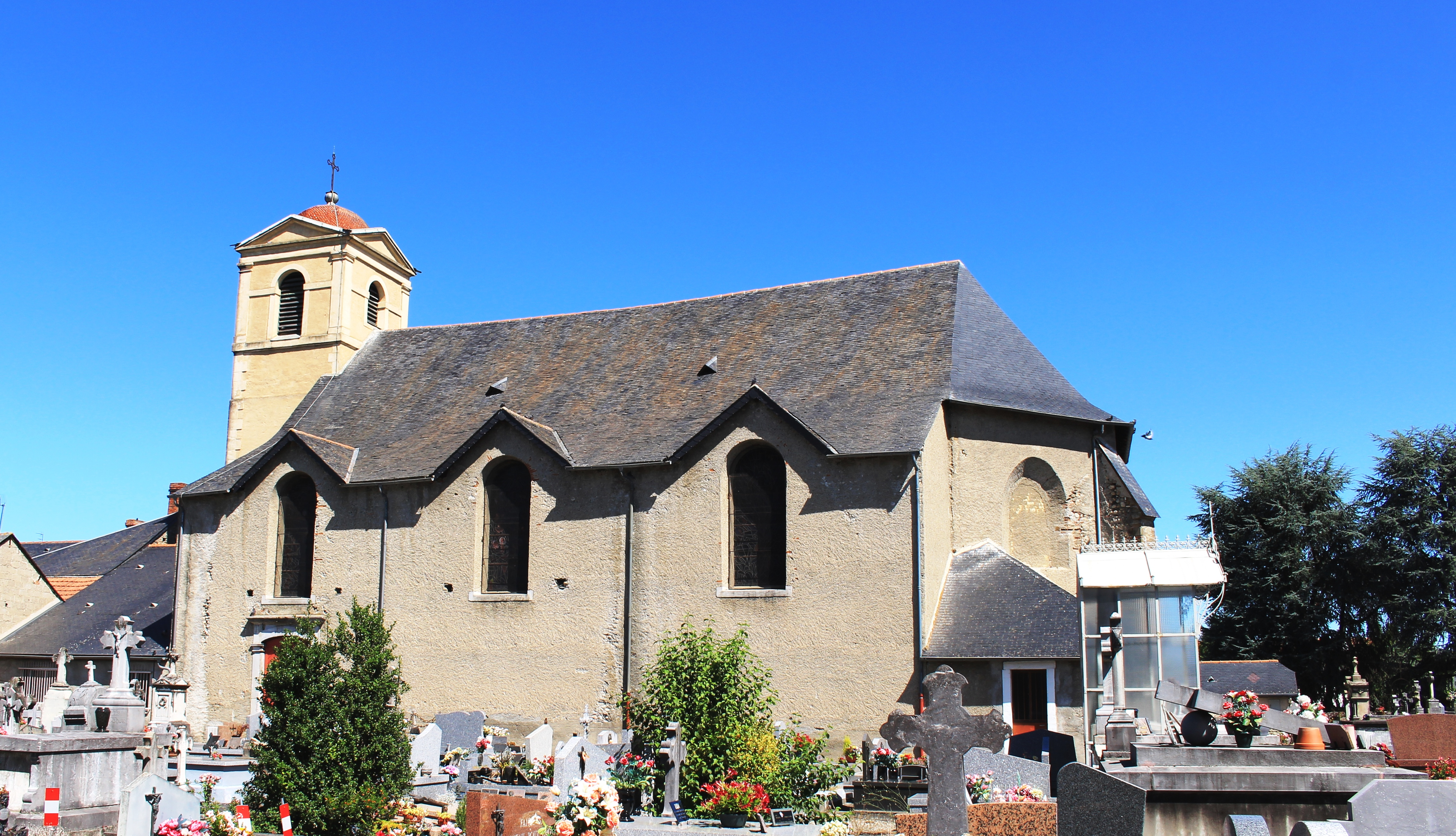
L'église Saint-Guérin en 2019.

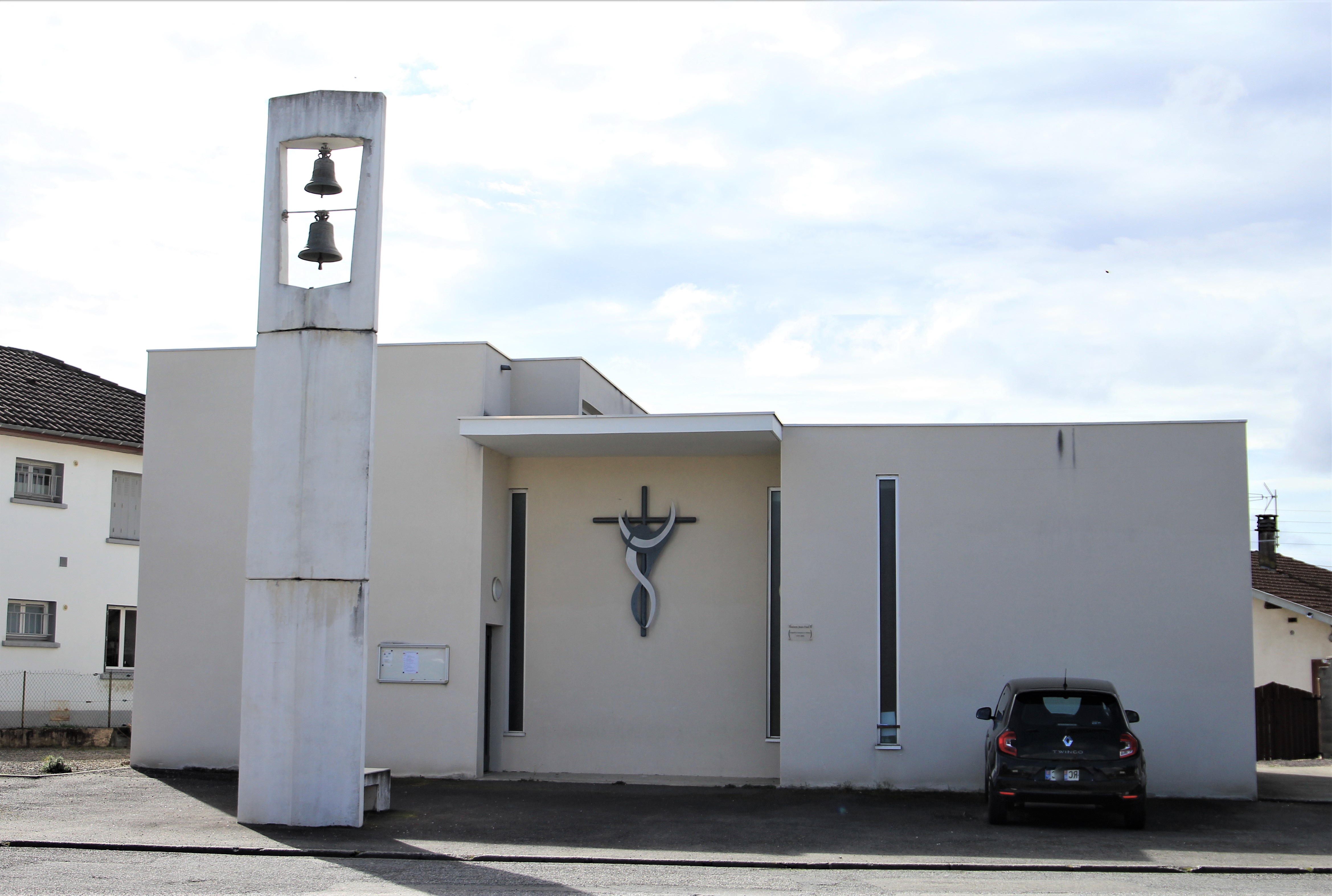
L'église Saint-Jacques-le-Mineur en 2023.

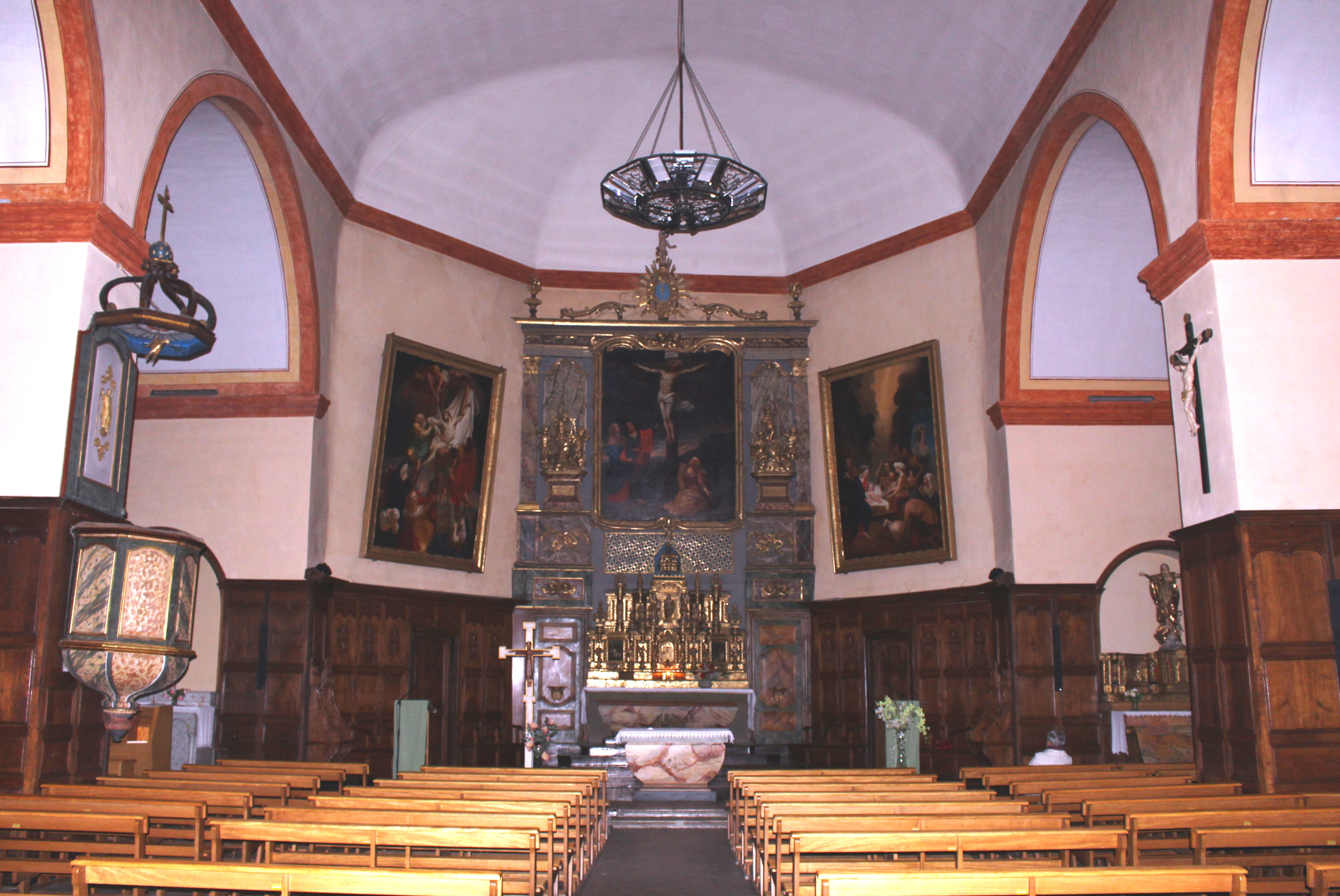
L'église Saint-Guérin. La nef et le chœur.

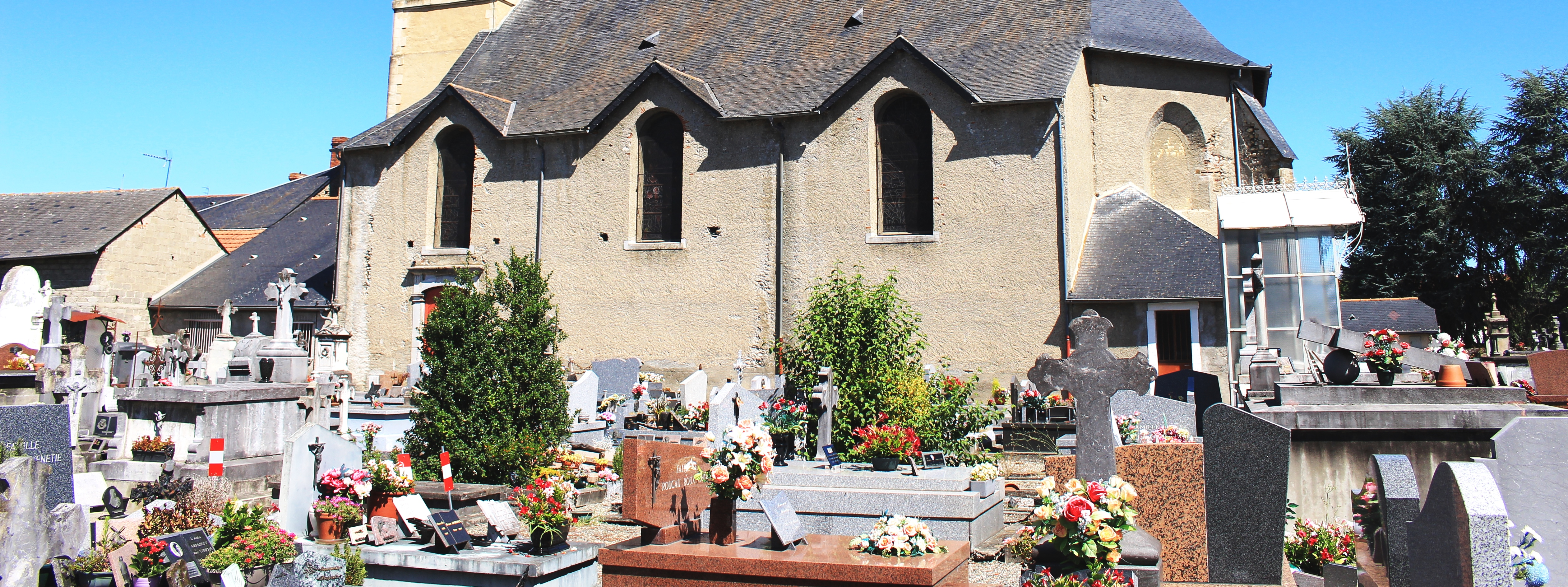
Le cimetière.

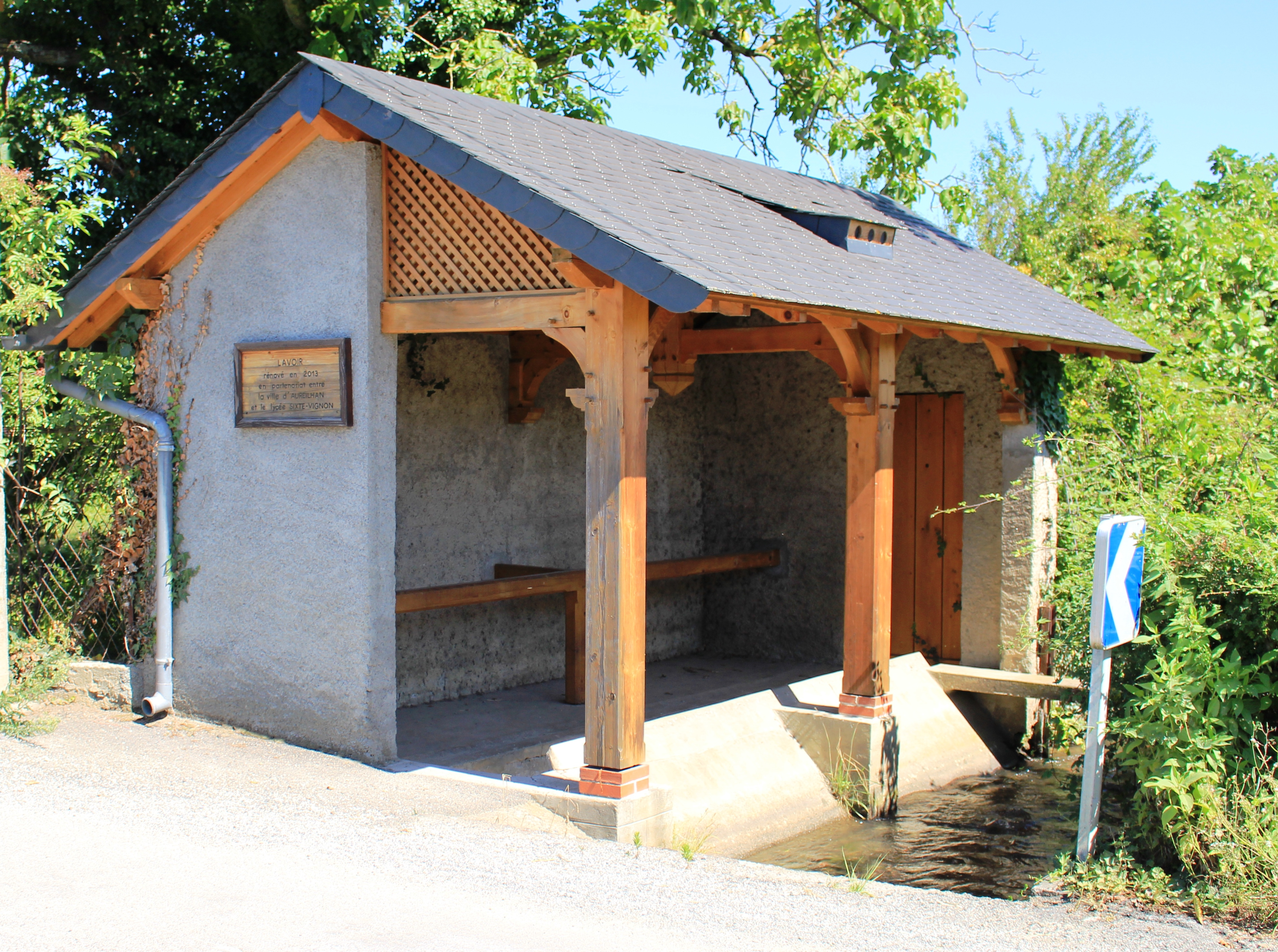
Le lavoir (Avenue du Bois) en 2019.

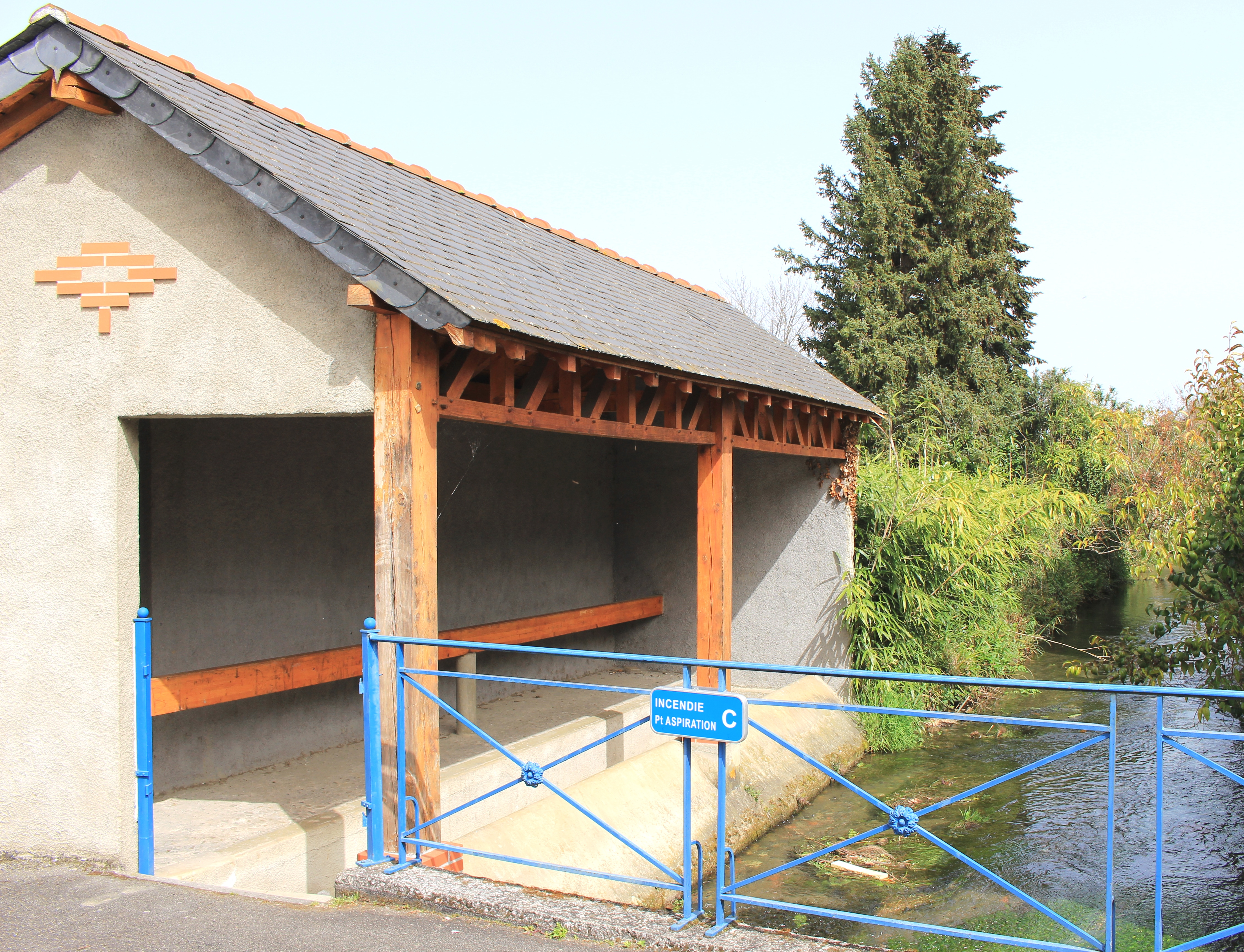
Le lavoir (Rue Victor Hugo) en 2021.

### Lieux et monuments
- Église Saint-Guérin d'Aureilhan. Sur l'abside sont placés : au centre, le retable monumentale avec un tableau de la crucifixion de Jésus, à gauche, un tableau de la descente de croix, à droite, l'Adoration des bergers.
- Église Saint-Jacques-le-Mineur d'Aureilhan.
- Lavoirs.
- Les bâtiments de l'usine Oustau, datant de la fin du XIXe siècle, abondamment décorés de briques vernissées, ont été protégés au titre des Monuments historiques en 1994 en même temps que la demeure de la famille, construite à partir de 1910 par l'architecte Paul-Louis-Joseph Gély. En 1911, Oustau acquiert un terrain pour construire des écuries destinées aux chevaux de trait affectés aux transports de la terre glaise des carrières d'argile à l'usine d'Aureilhan et sur ce même terrain, est construite une imposante maison de maître qui adopte les tendances de l'Art nouveau, avec un décor de céramique omniprésent dû à Lucien Gros, dessinateur local. Ce décor présente des échantillons de la production de la maison Oustau. Un parc à l'anglaise de 1,8 ha entoure la demeure.

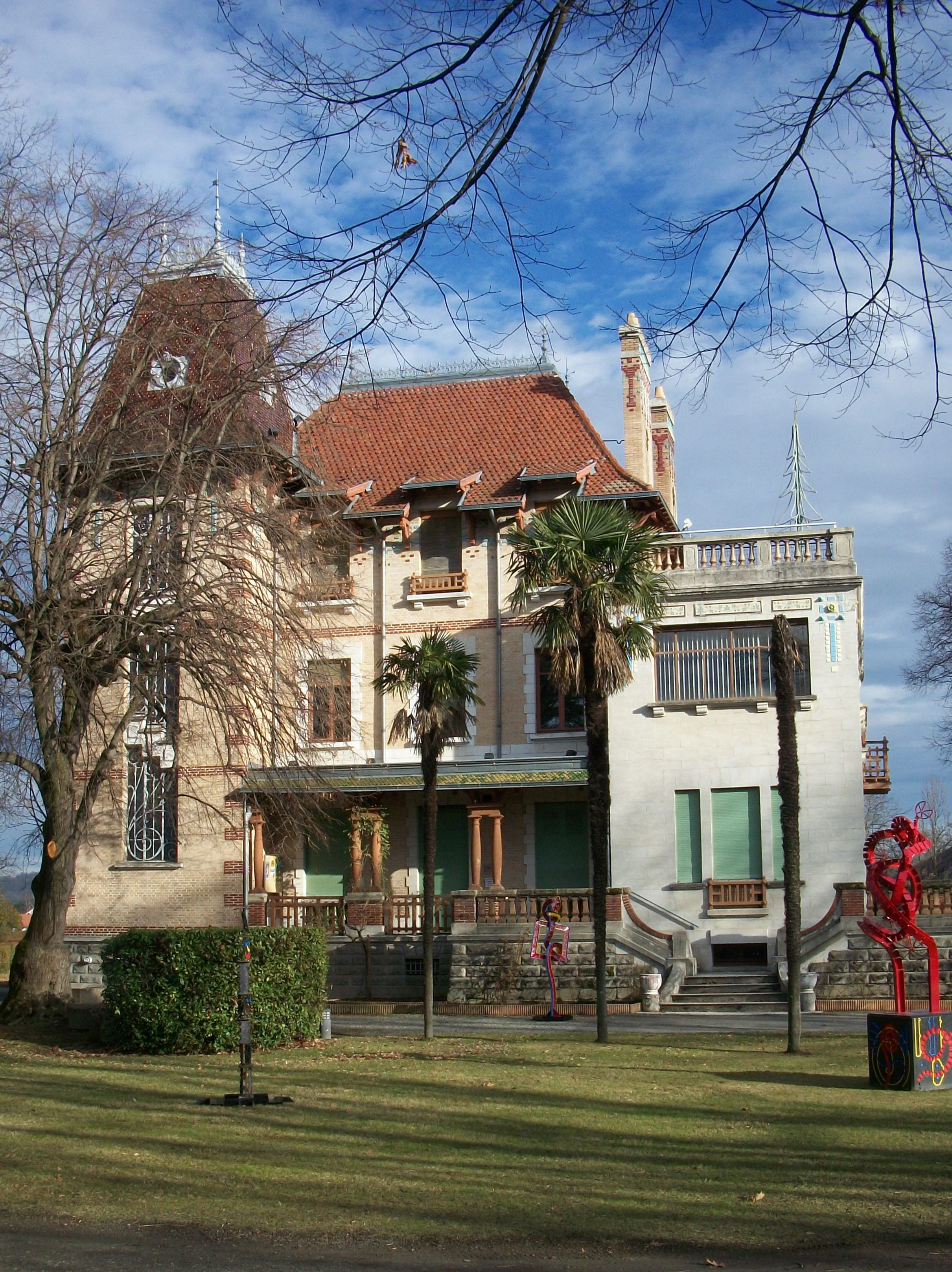
Villa Oustau.
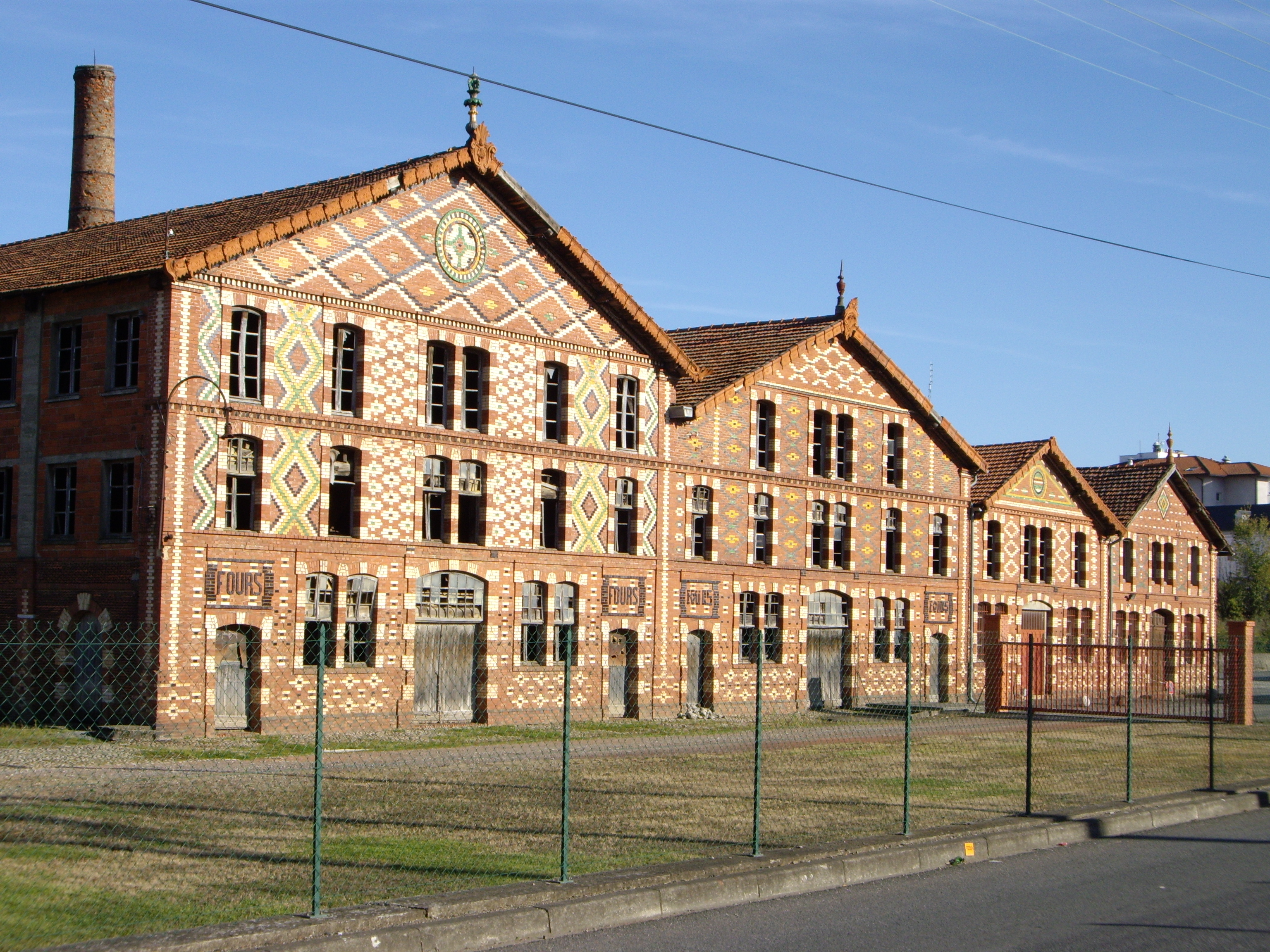
Usine de céramique Oustau.

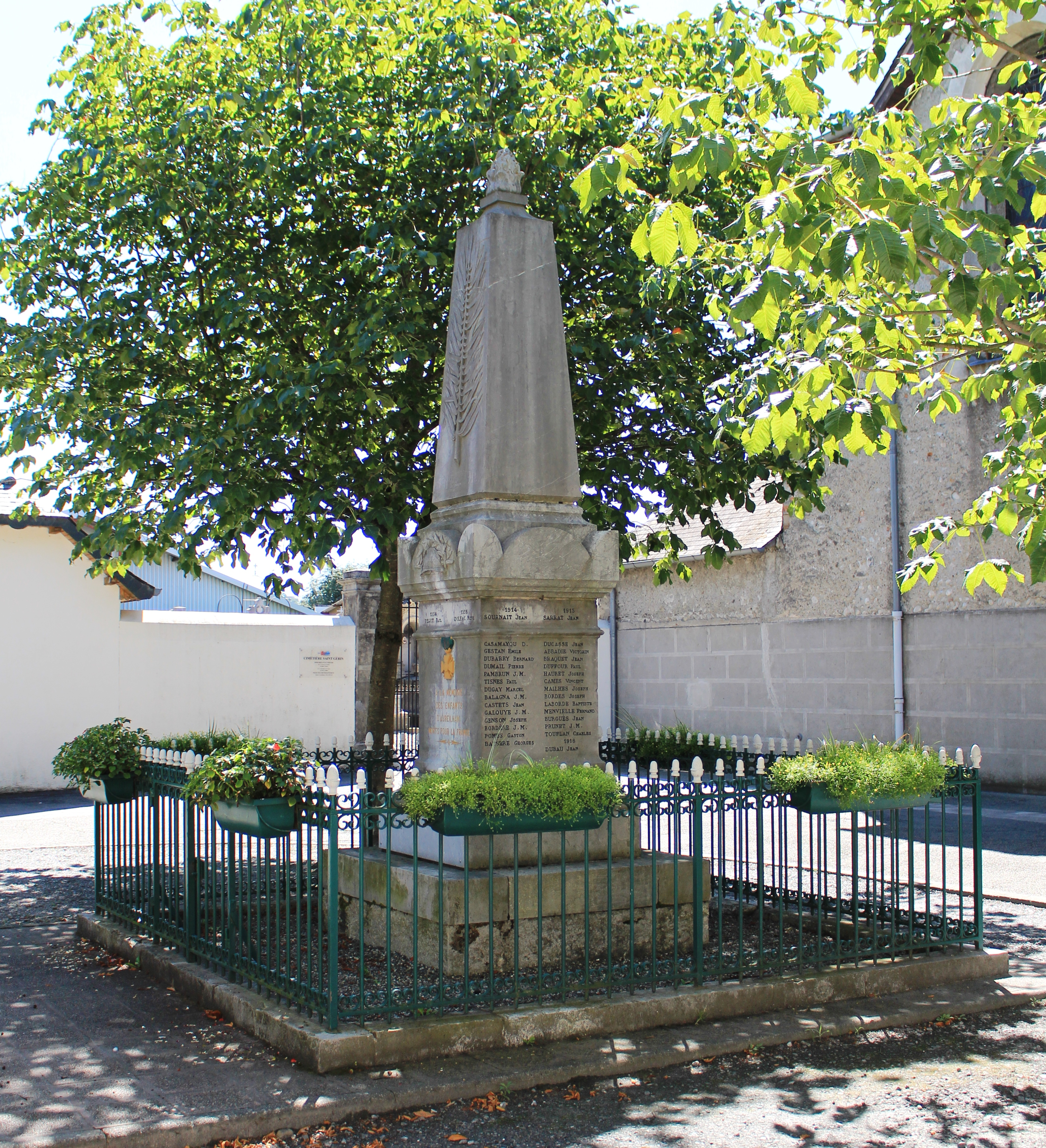
Le monument aux morts municipal.

### Personnalités liées à la commune

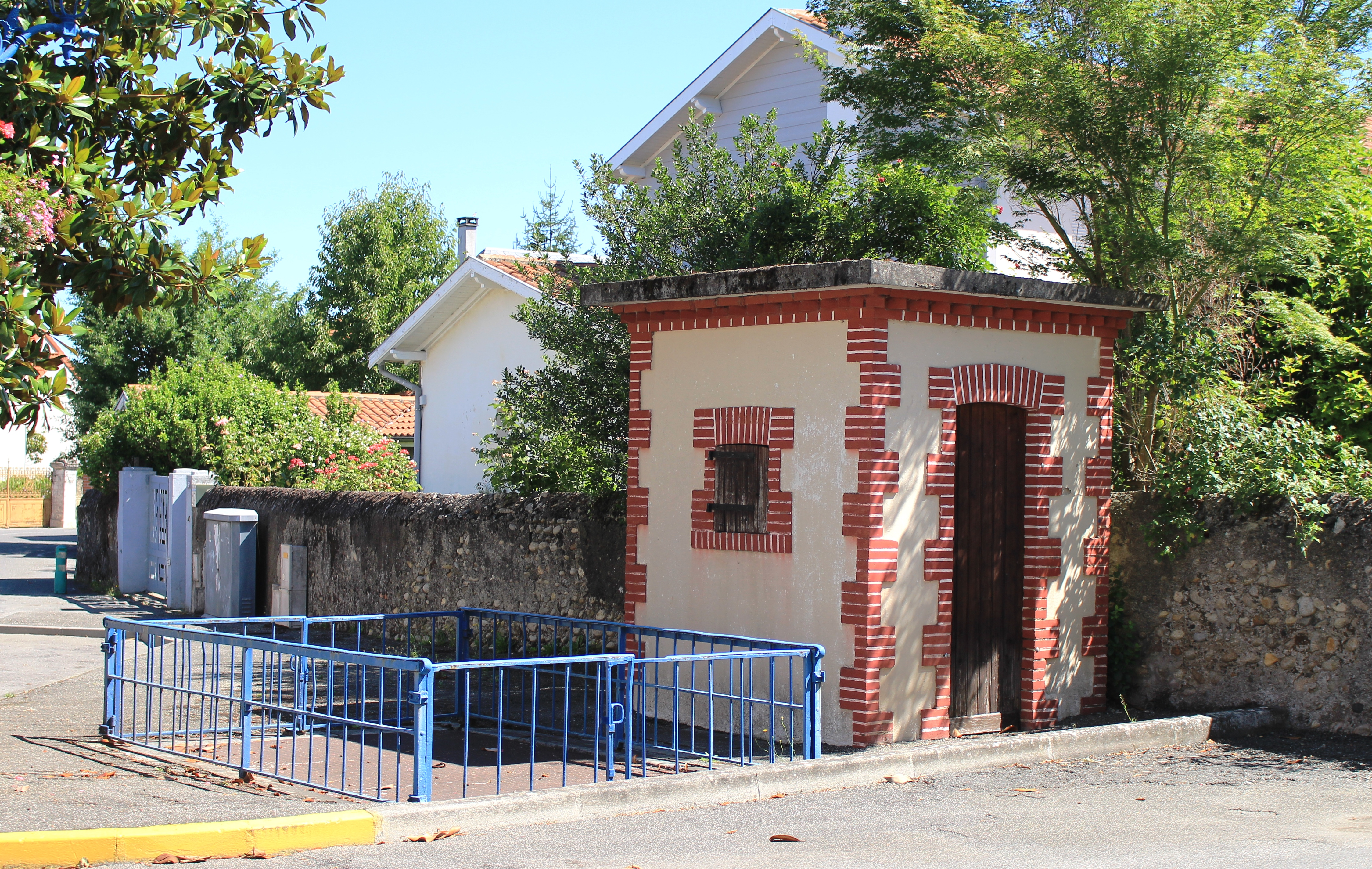
La bascule.

- Laurence Oustau (1835-1929), ingénieur et industriel ;
- Yvette Horner (1922-2018), accordéoniste ;
- Jean-Louis Blèze (1927-2012), humoriste, né à Aureilhan ;
- René Brejassou (1929-2011), joueur de rugby français ;
- Jean Glavany (1949-), ministre de l'Agriculture et de la Pêche, conseiller municipal de 2001 à 2008 ;
- Christian Laborde (1955-), écrivain, né à Aureilhan ;
- Pierre Guichot (1963-), escrimeur, médaillé olympique.

### Héraldique et devise
| Blason | Blasonnement : D'argent à deux lions affrontés de gueules tenant dans leurs pattes un tourteau d'azur, chargé d'une croix d'or et sommé d'une croisette fleurdelisée du même; au chef de gueules chargé d'une croix de Malte d'argent. |